# Cronologia degli eventi precedenti la seconda guerra mondiale

L'Europa nel 1924, con i nuovi confini tracciati dalla prima guerra mondiale e dalle sue conseguenze

Questa cronologia degli eventi precedenti la seconda guerra mondiale contiene i più significativi eventi politici, diplomatici e militari che hanno seguito la conclusione della prima guerra mondiale e preceduto lo scoppio della seconda guerra mondiale, e che sono a quest'ultima collegati.
Per gli eventi successivi allo scoppio della guerra (1º settembre 1939), vedi la cronologia della seconda guerra mondiale.

## 1918

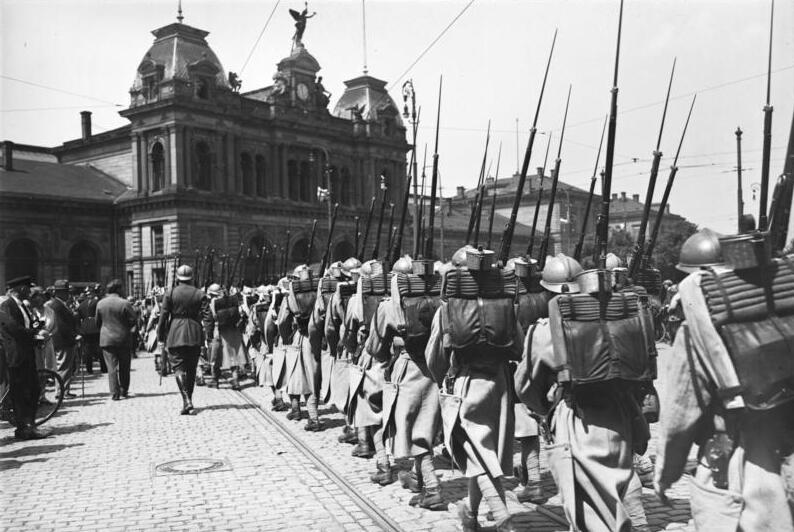
Truppe francesi entrano a Magonza durante il periodo dell'occupazione della Renania

- 11 novembre - Alle 5 del mattino l'Impero tedesco e gli Alleati firmano l'armistizio di Compiègne; fine ufficiale della prima guerra mondiale
A Varsavia viene proclamata la nascita della Seconda Repubblica di Polonia.
- 12 novembre - A Vienna è proclamata la nascita della Repubblica dell'Austria tedesca.
- 13 novembre - L'armistizio di Belgrado pone fine alle ostilità nei Balcani tra le forze alleate e quelle del governo ungherese. La Romania non riconosce l'armistizio e le truppe romene lanciano l'invasione della Transilvania ungherese; inizio della guerra romeno-ungherese.
 Il governo bolscevico della RSFS Russa dichiara nullo il precedente trattato di Brest-Litovsk sottoscritto con la Germania; inizio dell'offensiva sovietica per riguadagnare i territori persi durante la prima guerra mondiale, seguono svariati conflitti con le varie nazionalità che hanno proclamato l'indipendenza dei loro paesi.
- 16 novembre - Viene istituita la Repubblica Democratica di Ungheria.
- 1º dicembre - Viene proclamata la nascita del Regno dei Serbi, Croati e Sloveni.
Le truppe degli Alleati entrano in Germania e pongono sotto occupazione il territorio della Renania.
- 27 dicembre - Inizia la sollevazione della Grande Polonia contro l'occupazione tedesca.

## 1919
- 4 gennaio - Scoppia la "rivolta spartachista"; la ribellione è repressa nel sangue il 15 gennaio ad opera dei freikorps fedeli al governo tedesco. Fine della rivoluzione tedesca.
- 5 gennaio - Fondazione del Partito Tedesco dei Lavoratori (DAP) per volere di Anton Drexler.
- 18 gennaio - Si apre la conferenza di pace di Parigi: i delegati delle 27 nazioni uscite vincenti dal primo scontro mondiale rafforzano i rapporti e stilano gli accordi e i trattati con gli Imperi Centrali, usciti perdenti dalla guerra.
- 19 gennaio - Elezioni federali tedesche del 1919, prime consultazioni elettorali della "Repubblica di Weimar".
- 21 gennaio - Inizia la guerra d'indipendenza irlandese, che si protrarrà per 2 anni.
- 23-30 gennaio - Si combatte la breve guerra polacco-cecoslovacca per il possesso del territorio della Slesia di Cieszyn; la successiva conferenza di Spa del 28 luglio 1920 suddivide la regione tra le due nazioni.
- 31 gennaio - Battaglia di George Square: a Glasgow l'esercito britannico deve reprimere uno sciopero che richiede la settimana lavorativa di 40 ore
- 11 febbraio: Friedrich Ebert diviene il primo presidente della Repubblica di Weimar. Coprirà la carica sino al 1925.
- 14 febbraio - Scoppia la guerra sovietico-polacca tra la Polonia e la Repubblica Socialista Federativa Sovietica Russa, dilaniata dalla guerra civile. Come la Guerra Anglo-Irlandese, il conflitto volgerà al termine nel 1921.
- marzo - Inizia la rivoluzione egiziana del 1919, violente dimostrazioni di piazza contro il protettorato esercitato dal Regno Unito sul paese.
- 2-6 marzo - I Congresso dell'Internazionale Comunista a Mosca, viene fondato il Comintern. L'obiettivo dichiarato del Comintern è quello di creare una repubblica sovietica globale. I "quattro grandi" (da sinistra, Lloyd George, Vittorio Emanuele Orlando, Georges Clemenceau, Woodrow Wilson) alla conferenza di pace di Parigi

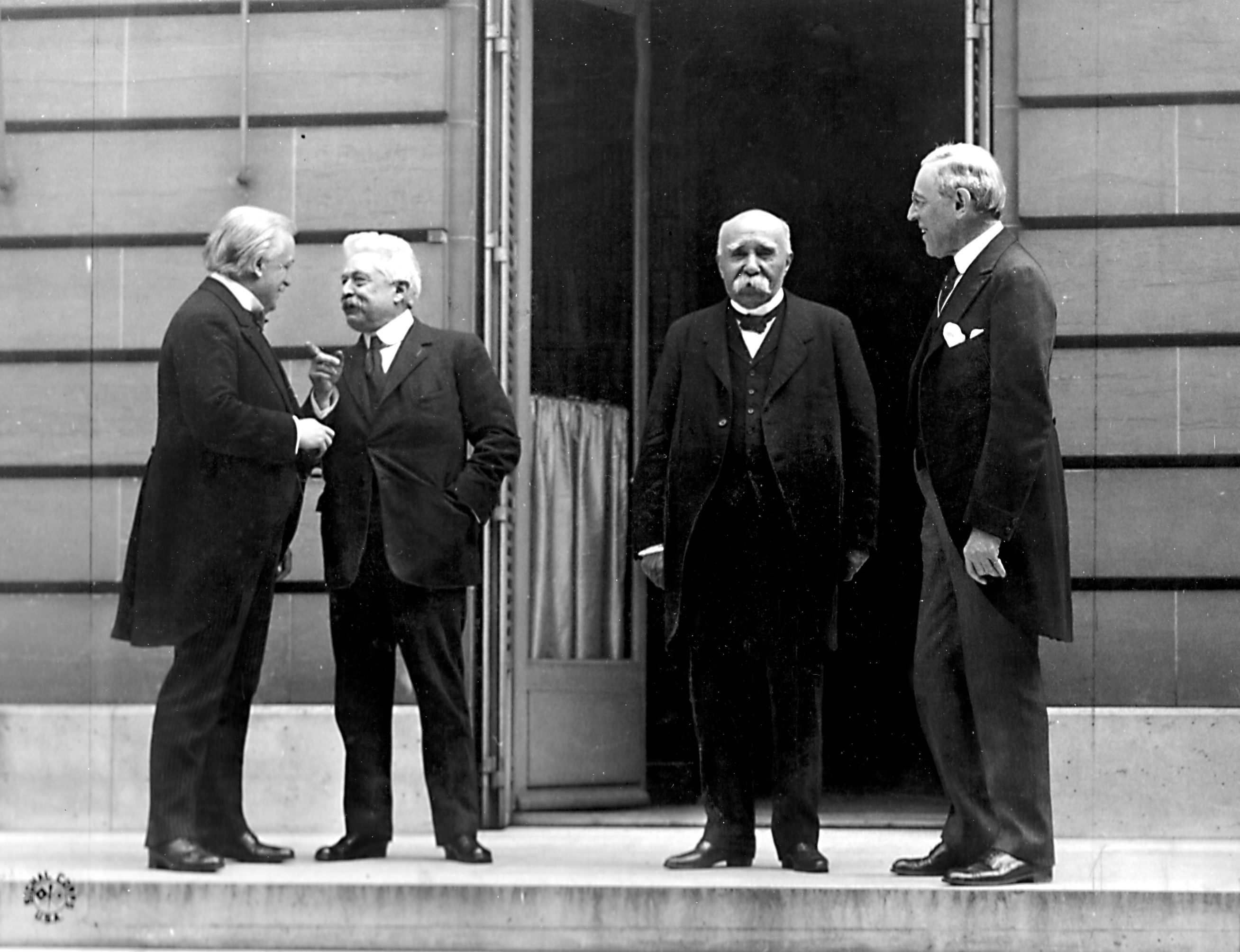
I "quattro grandi" (da sinistra, Lloyd George, Vittorio Emanuele Orlando, Georges Clemenceau, Woodrow Wilson) alla conferenza di pace di Parigi

- 12 marzo - L'Assemblea Nazionale Costituente austriaca chiede l'incorporazione dell'Austria nella Germania.[1]
- 21 marzo - Proclamazione della Repubblica Sovietica Ungherese dopo la presa del potere a Budapest del comunista Béla Kun.
- 23 marzo - Benito Mussolini fonda i Fasci italiani di combattimento in Piazza San Sepolcro, a Milano.
Scoppia la guerra cecoslovacco-ungherese per la delimitazione della frontiera tra Ungheria e Prima Repubblica cecoslovacca (indipendente dal 28 ottobre 1918); gli scontri proseguono fino al 24 giugno seguente.
- 13 aprile - Massacro di Amritsar: truppe britanniche aprono il fuoco su una manifestazione non autorizzata in India causando centinaia di vittime.
- 15 maggio - Con lo sbarco delle truppe greche a Smirne inizia la guerra d'indipendenza turca.
- 21 giugno - La maggior parte della flotta tedesca, internata a Scapa Flow in Scozia secondo i termini dell'armistizio, si autoaffonda mentre sono in corso i negoziati sul suo destino.
- 28 giugno - La Germania firma il trattato di Versailles dopo sei mesi di trattative. Le forze armate tedesche hanno dimensioni limitate a 100.000 uomini e alla Germania viene ordinato di pagare ingenti riparazioni per danni di guerra. Gli Stati Uniti firmarono il trattato ma non lo ratificarono.
- 1º agosto - Caduta dell'effimera Repubblica Sovietica Ungherese.
- 11 agosto - Entra in vigore la nuova costituzione della Repubblica di Weimar.
- 10 settembre - L'Austria tedesca firma il Trattato di Saint-Germain, che regola i confini dell'Austria e proibisce l'unione con la Germania. Gli Stati Uniti non ratificarono il trattato.
- 12 settembre - "Impresa di Fiume": miliziani italiani guidati da Gabriele D'Annunzio occupano la città di Fiume e istituiscono la Reggenza italiana del Carnaro.
- 10 ottobre - Viene rifondato il Partito Nazionalista Cinese o Kuomintang, intento a lottare contro l'instabile Governo Beiyang per il controllo della Cina.
- 27 novembre - Firma del trattato di Neuilly tra la Bulgaria e gli Alleati. Il trattato di pace con gli Alleati regola i confini della Bulgaria, l'esercito bulgaro è ridotto a 20.000 uomini e alla Bulgaria viene ordinato di pagare le riparazioni di guerra.

## 1920
- 10 gennaio - La conferenza di pace di Parigi ha termine con la prima riunione della Società delle Nazioni. Anche se gli Stati Uniti sono tra i vincitori della prima guerra mondiale, essi non si uniranno mai all'organizzazione.
Sotto il mandato della Società delle Nazioni vengono istituiti la Città Libera di Danzica e il Territorio del bacino della Saar. Germania e Polonia non approvano l'istituzione di Danzica.
- Febbraio - Si apre la guerra del Rif, serie di scontri e combattimenti anche su vasta scala tra le truppe spagnole (sostenute poi dalla Francia) e i ribelli della Repubblica del Rif nel nord del Marocco; la guerra si conclude nel maggio 1926 con la sconfitta dei ribelli marocchini.
- 2 febbraio - Il trattato di Tartu pone fine alla guerra d'indipendenza estone: l'Estonia ottiene l'indipendenza.

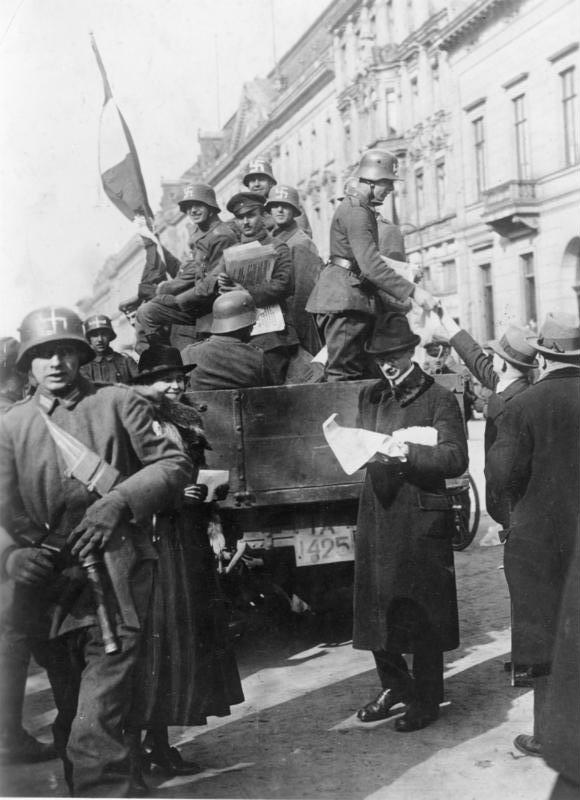
Membri dei freikorps a Berlino durante il putsch di Kapp

- 10 febbraio - Primo dei due plebisciti dello Schleswig imposti alla Germania dal trattato di Versailles, il secondo si svolge il 14 marzo seguente; la regione dello Schleswig, prima interamente parte della Germania, viene spartita tra questa e la Danimarca.
- 20 febbraio - Adolf Hitler fonda il Partito Nazionalsocialista Tedesco dei Lavoratori (NSDAP), a partire da una serie di piccoli partiti preesistenti.
- 1º marzo - Viene ripristinato il Regno d'Ungheria, nominalmente governato dal re Carlo I ma in realtà retto dal reggente Miklós Horthy, che instaura un regime autoritario conservatore.
- 8 marzo - Scoppia la guerra franco-siriana: truppe francesi intervengono in Siria per garantire l'istituzione del Mandato francese della Siria e del Libano imposto dalla Società delle Nazioni.
- 13-17 marzo - Putsch di Kapp: un tentativo di colpo di stato da parte dei freikorps contro il governo di Weimar fallisce a causa dello scarso sostegno raccolto. La rivolta della Ruhr, incitata dallo sciopero generale contro il putsch, viene schiacciata dalle forze armate tedesche.
- maggio - Insurrezione anti-britannica in Iraq contro l'istituzione del Mandato britannico della Mesopotamia; il conflitto si conclude con la stipula del trattato anglo-iracheno del 10 ottobre 1922, che sostituisce il Mandato con un Regno dell'Iraq in parte autonomo ma ancora dipendente dal Regno Unito.
- 4 giugno - Firma del trattato del Trianon tra l'Ungheria e gli Alleati, che regola lo status di uno stato ungherese indipendente e ne definisce i confini. Gli Stati Uniti non firmano il trattato.
- 11 luglio - Plebiscito della Prussia Orientale, imposto alla Germania dal trattato di Versailles: la regione rifiuta l'annessione alla Polonia e rimane parte della Germania.
- 12 luglio - Il trattato di Mosca pone fine alla guerra lituano-sovietica: la Lituania ottiene l'indipendenza.
- 24 luglio - Battaglia di Maysalun: le truppe francesi, capeggiate da Henri Gouraud, sconfiggono i siriani di Yusif al-'Azma.
- 25 Luglio - La Guerra Franco-Siriana volge al termine. Gli esiti furono la vittoria francese e la dissoluzione del Regno Arabo di Siria.
- 3 agosto - Fine della guerra romeno-ungherese: i Rumeni escono vincitori.
- 10 agosto - Firma del trattato di Sèvres tra l'Impero ottomano e gli Alleati. Il trattato divide l'Impero ottomano e le forze armate turche vengono ridotte.
- 11 agosto - Il trattato di Riga pone fine alla guerra d'indipendenza lettone: la Lettonia ottiene l'indipendenza dai sovietici. Il trattato di pace verrà rotto nel 1940, a seguito dell'invasione sovietica in Lettonia.
- 1º settembre - Inizia la guerra polacco-lituana, continuata fino al 7 ottobre seguente: viene definito il confine tra Polonia e Lituania.
- 8 ottobre - Ammutinamento di Żeligowski: una sollevazione militare promossa dal governo polacco porta alla secessione della Lituania Centrale dalla Lituania; la Lituania Centrale è poi annessa dalla Polonia il 24 marzo 1922.
- 10 ottobre - Plebiscito della Carinzia, imposto all'Austria dal trattato di Saint-Germain: la regione rifiuta l'annessione al Regno dei Serbi, Croati e Sloveni e rimane parte dell'Austria.
- 12 novembre - Trattato di Rapallo: vengono fissati i confini tra Regno d'Italia e Regno dei Serbi, Croati e Sloveni e viene istituito lo Stato libero di Fiume. Inoltre, le città di Gorizia, Trieste, Pola e Zara divengono parte del Regno d'Italia.
- 24 dicembre - "Natale di sangue", le truppe italiane riprendono Fiume cacciandone i militanti dannunziani.

## 1921

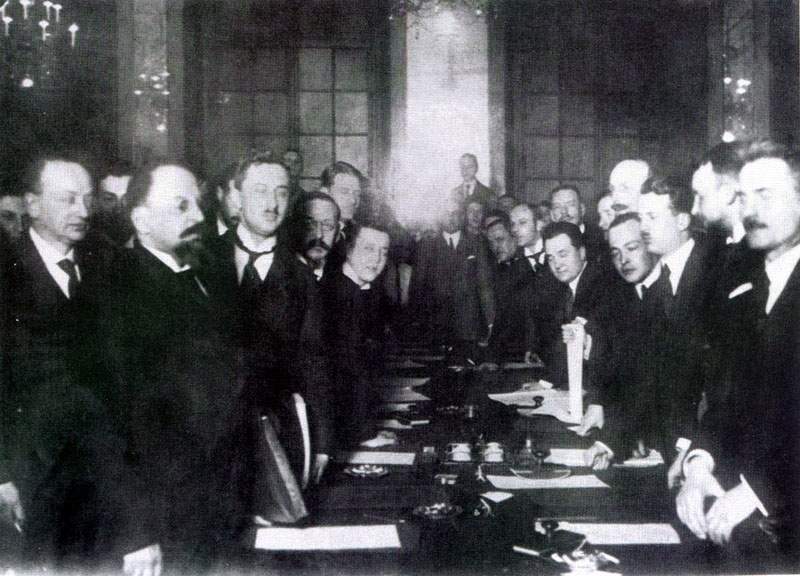
I delegati sovietici e polacchi al momento della firma della pace di Riga

- 5 gennaio - Al XVII Congresso del Partito Socialista Italiano a Livorno si verifica la scissione definitiva tra quest'ultimo e il nascente Partito Comunista d'Italia.
- 1º marzo - Viene istituito il Partito del Popolo Mongolo, di ispirazione comunista e sostenuto dai russi bolscevichi; inizia la rivoluzione mongola del 1921, le forze comuniste lottano contro gli occupanti cinesi e le armate bianche anti-bolsceviche.
- 7-17 marzo - Rivolta di Kronštadt: ammutinati dell'Armata Rossa e civili russi occupano la strategica città di Kronštadt chiedendo maggiori diritti civili e la fine del monopolio bolscevico sulla politica sovietica. Dopo diversi giorni e diverse migliaia di vittime, la rivolta viene schiacciata dalle forze bolsceviche della vicina Pietrogrado.
- 18 marzo - La pace di Riga pone fine alla guerra sovietico-polacca: vengono definiti i confini orientali della Polonia.
- 20 marzo - Il Plebiscito dell'Alta Slesia definisce il confine meridionale tra Germania e Polonia.
- 11 luglio - Con un accordo di tregua tra britannici e indipendentisti irlandesi si conclude la guerra d'indipendenza irlandese.
- 23 luglio - A Shanghai viene fondato il Partito Comunista Cinese.
- 29 luglio - Adolf Hitler diventa formalmente capo del partito nazista. Coprirà la carica per ben 24 anni, sino alla morte, avvenuta il 30 Aprile 1945.
- 24-25 agosto - Vengono firmati il trattato di Berlino e il trattato di Vienna, sostitutivi del trattato di Versailles e del trattato di Saint-Germain non ratificati dagli Stati Uniti.
- 29 agosto - Viene firmato il trattato di Budapest, sostitutivo del trattato del Trianon non ratificato dagli Stati Uniti.
- 9 novembre - Al III Congresso fascista i Fasci italiani di combattimento si fondono con l'Associazione Nazionalista Italiana, dando vita al Partito Nazionale Fascista.
- 6 dicembre - Viene siglato il trattato anglo-irlandese, che concede l'indipendenza all'Irlanda come Stato Libero d'Irlanda. Tuttavia, la sua efficacia arriverà solo a marzo del 1922.

## 1922

Mussolini e lo stato maggiore del partito fascista sfilano per le strade di Roma il 31 ottobre, pochi giorni dopo la marcia delle "camicie nere"

- 6 febbraio - La conferenza navale di Washington si conclude con la firma del trattato navale di Washington da parte di Regno Unito, Stati Uniti, Giappone, Francia e Italia. Le parti firmatarie s'impegnano a limitare le dimensioni delle loro forze navali.
- 22 febbraio - Con una dichiarazione unilaterale il governo britannico riconosce la piena indipendenza dell'Egitto.
- 10 marzo - Mahatma Gandhi, presidente del Partito del Congresso e leader del movimento indipendentista indiano, è arrestato dalle autorità britanniche con l'accusa di sovversione; viene condannato a sei anni di carcere ma liberato due anni più tardi.
- 3 aprile - Iosif Stalin è nominato segretario generale del PCUS.
- 16 aprile - Firma del Trattato di Rapallo: riavvicinamento diplomatico tra Repubblica di Weimar e Russia.
- 24 giugno - Militanti di estrema destra assassinano Walther Rathenau, ministro degli esteri tedesco.
- 28 giugno - Scoppia la guerra civile irlandese, che proseguirà fino al 24 maggio 1923.
- 27 settembre - A seguito delle sconfitte militari riportate nella guerra contro la Turchia, il re Costantino I di Grecia è costretto ad abdicare in favore del figlio Giorgio II.
- 11 ottobre - Armistizio di Mudanya. Fine della guerra d'indipendenza turca.
- 25 ottobre - Con la presa di Vladivostok da parte dell'Armata Rossa finisce la guerra civile russa.
- 28 ottobre - Marcia su Roma: alcune decine di migliaia di militanti fascisti si dirigono su Roma, rivendicando dal sovrano Vittorio Emanuele III la guida politica del Regno d'Italia e minacciando, in caso contrario, la presa del potere con la violenza.
- 29 ottobre - Benito Mussolini viene incaricato dal re Vittorio Emanuele III di formare un nuovo governo.
- 1º novembre - La Grande Assemblea Nazionale Turca abolisce il Sultanato ottomano.
- 24 novembre - Mussolini chiede, e ottiene, dalla Camera i pieni poteri che egli reputa necessari per una radicale ristrutturazione della pubblica amministrazione e del sistema impositivo.
- 30 dicembre - Viene ufficialmente fondata l'Unione delle Repubbliche Socialiste Sovietiche (URSS).

## 1923

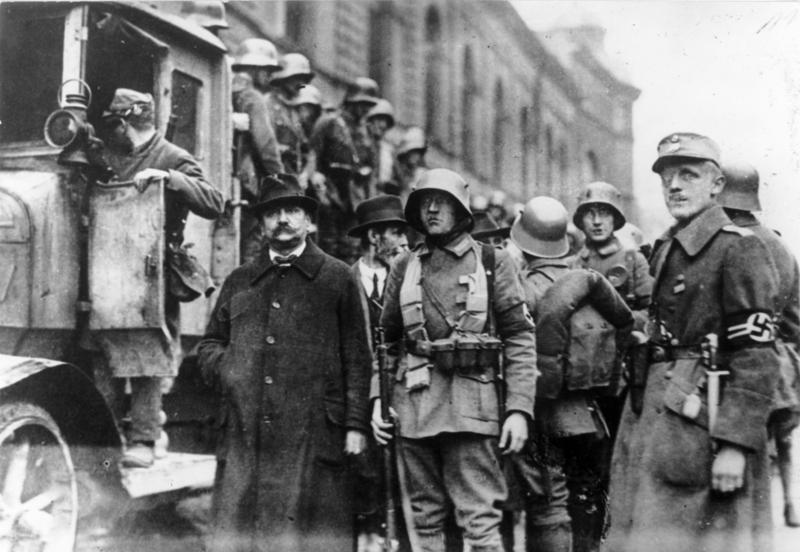
Membri delle SA naziste durante il putsch di Monaco

- 10 gennaio - Rivolta di Klaipėda: forze lituane organizzano una rivolta nel territorio tedesco di Memel, che è occupato dalla Lituania.
- 11 gennaio - Francia e Belgio occupano la Ruhr nel tentativo di costringere la Germania a intensificare i suoi pagamenti delle riparazioni di guerra.
- 9 giugno - Colpo di Stato bulgaro del 1923: elementi ultranazionalisti delle forze armate bulgare rovesciano il governo dell'Unione Nazionale Agraria Bulgara del primo ministro Aleksandăr Stambolijski, che viene ucciso. Viene insediato un governo di destra sotto Aleksandăr Cankov, che inizia a perseguitare le formazioni politiche di sinistra.
- 24 luglio - Il trattato di Losanna pone fine alla guerra d'indipendenza turca e sostituisce il precedente trattato di Sèvres: vengono stabiliti i confini della Turchia attuale.
- 29 agosto - Inizia la crisi di Corfù: in risposta all'assassinio di una commissione italiana al confine tra Grecia e Albania, l'Italia bombarda e occupa l'isola greca di Corfù; la crisi rientra il 27 settembre dopo che la Conferenza degli Ambasciatori statuisce a favore delle richieste italiane di riparazioni da parte della Grecia.
- 14 settembre - In Bulgaria scoppia la rivolta di settembre, proseguita fino al 29 settembre seguente: il Partito Comunista Bulgaro tenta un'insurrezione nazionale ma è sconfitto dalle forze governative di destra.
- 15 settembre - Con un colpo di stato Miguel Primo de Rivera instaura una dittatura nazionalista in Spagna appoggiata dai cattolici e dai conservatori, sopprimendo il parlamento e i partiti politici.
- 1º ottobre - Il Partito Fascista Sammarinese riesce a far eleggere una propria reggenza alla guida del paese, che ben presto instaura a San Marino un regime fascista allineato a quello della confinante Italia.
- 23-25 ottobre - Insurrezione di Amburgo.
- 29 ottobre - La Turchia diventa ufficialmente una repubblica a seguito della dissoluzione dell'Impero ottomano.
- 8-9 novembre - Putsch di Monaco: Hitler organizza un tentativo di colpo di Stato a Monaco di Baviera; il tentativo fallisce, Hitler è arrestato e il partito nazista messo fuorilegge.

## 1924

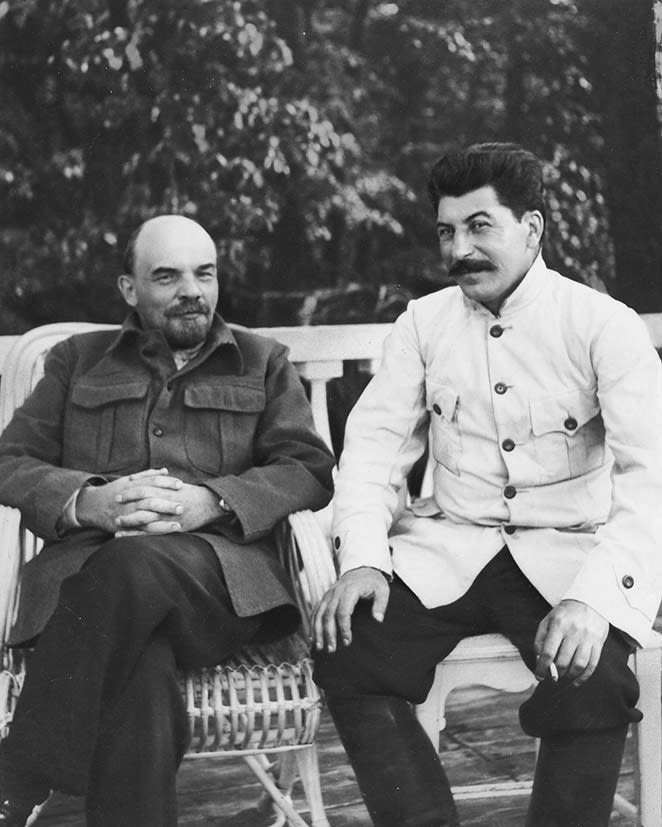
Lenin (a sinistra) e Stalin durante un incontro nel 1922

- 21 gennaio - Morte di Lenin. Stalin inizia l'eliminazione dei rivali per spianare la strada alla sua leadership.
- 27 gennaio - Con il trattato di Roma lo Stato libero di Fiume è annesso all'Italia.
- 1º febbraio - Il Regno Unito estende il riconoscimento diplomatico all'Unione Sovietica.
- 24 marzo - Il re Giorgio II di Grecia è costretto ad abdicare; viene proclamata la Seconda Repubblica ellenica.
- 1º aprile - Hitler è condannato a cinque anni di reclusione per il fallito putsch di Monaco; verrà rilasciato otto mesi dopo.
- 6 aprile - Grazie alla legge Acerbo, alle elezioni politiche il partito fascista italiano conquista i 2/3 dei seggi parlamentari.
- 8 maggio - Convenzione di Klaipėda: le potenze alleate assegnano il Territorio di Memel, già parte della Germania, alla Lituania.
- 30 maggio - Giacomo Matteotti denuncia alla Camera dei Deputati i risultati delle elezioni del 6 aprile.
- 10 giugno - Delitto Matteotti: una squadra fascista, capeggiata da Amerigo Dumini, rapisce e assassina il deputato socialista Giacomo Matteotti.
- 16 agosto - Viene approvato il Piano Dawes; finisce l'occupazione alleata della Ruhr e viene stabilito un piano di pagamento scaglionato per le riparazioni di guerra inflitte alla Germania.
- 26 novembre - Viene istituita la Repubblica Popolare Mongola, Stato filo-sovietico.
- 1º dicembre - Un tentativo di colpo di Stato comunista a Tallinn, promosso dal Comintern, è represso dalle forze governative estoni.

## 1925

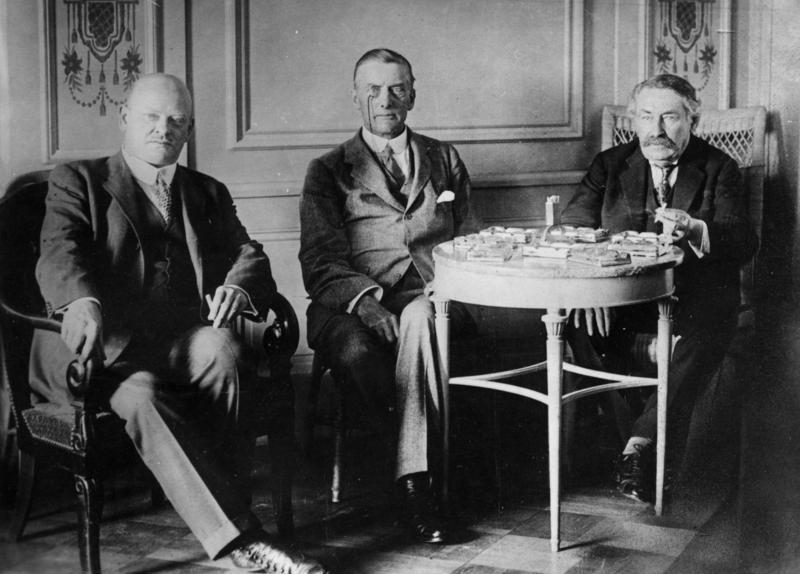
Ministri degli esteri durante i negoziati del patto di Locarno: da sinistra, il tedesco Gustav Stresemann, il britannico Austen Chamberlain e il francese Aristide Briand

- 20 gennaio - Viene stipulata la convenzione basilare sovietico-giapponese: il Giappone riconosce diplomaticamente l'Unione Sovietica e le restituisce gli ultimi territori ancora occupati a seguito dell'intervento alleato nella rivoluzione russa.
- 31 gennaio - Dopo un periodo di forti turbolenze interne, il Principato d'Albania è abbattuto e sostituito dalla Repubblica albanese con Ahmet Lekë Bej Zog come presidente.
- 4 aprile - Il partito nazista istituisce le Schutzstaffel o SS.
- 16 aprile - Attentato di Sveta Nedelja: un sanguinoso attentato organizzato da militanti comunisti bulgari causa decine di vittime tra le élite politiche e militari del paese ma fallisce lo scopo di assassinare lo zar Boris III di Bulgaria.
- 12 maggio - Il feldmaresciallo in pensione Paul von Hindenburg viene eletto presidente della Repubblica di Weimar.
In Giappone viene approvata la Legge di preservazione della pace, norma che fondamentalmente vieta qualunque opposizione politica al governo in carica.
- 24 giugno - Un violento colpo di stato porta al potere in Grecia Theodoros Pangalos, che il 3 gennaio 1926 si proclama dittatore.
- 18 luglio - Pubblicazione del primo volume del Mein Kampf di Hitler.
- 23 agosto - Inizio della grande rivoluzione siriana contro il dominio coloniale della Francia sulla regione; il conflitto si conclude nel giugno 1927 con una vittoria delle truppe francesi.
- 26 ottobre - Firma del Patto Renano, accordo volto a preservare la pace internazionale.
- 1º dicembre - Firma del patto di Locarno: serie di trattati diplomatici che fissano i confini occidentali della Germania.
- 12 dicembre - Dopo aver deposto con un colpo di stato l'ultimo monarca della dinastia Qajar, Reza Pahlavi è incoronato nuovo scià della Persia, inaugurando la dinastia Pahlavi.
- 24 dicembre - Con una norma ad hoc a Mussolini viene attribuita la facoltà di emanare leggi e nominare ministri senza l'obbligo di ratifica da parte del parlamento; è la prima delle cosiddette "Leggi fascistissime", che istituiscono un regime dittatoriale fascista in Italia.

## 1926

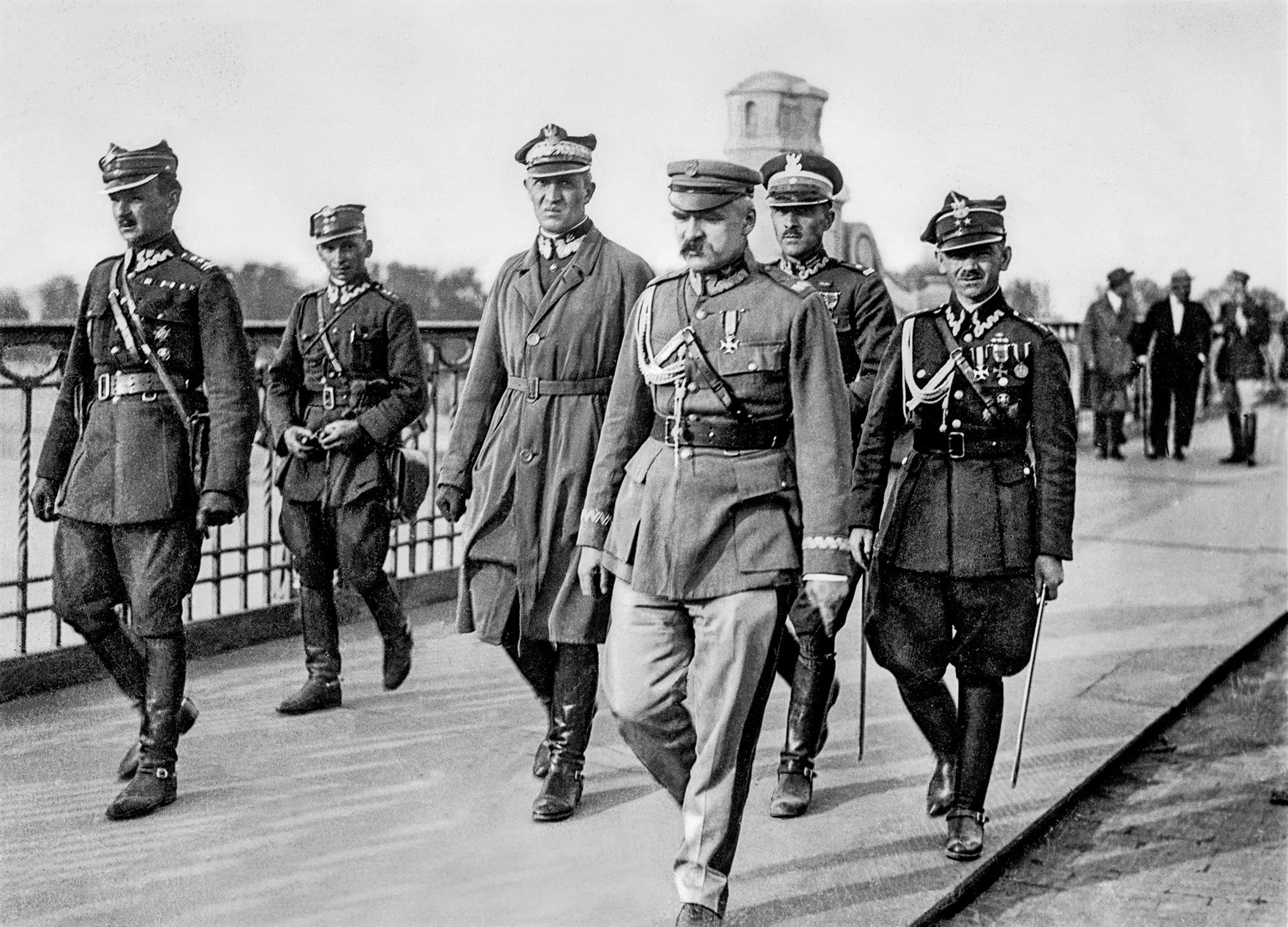
Piłsudski (in primo piano a destra) e il suo stato maggiore a Varsavia durante il colpo di Stato di maggio in Polonia

- 4 gennaio - Lo zar Boris III obbliga alle dimissioni il governo nazionalista di Cankov per insediarne uno più moderato sotto Andrej Ljapčev, che proclama un'amnistia per i prigionieri politici.
- 4 aprile - Theodoros Pangalos viene eletto presidente della Grecia.
- 24 aprile - Viene firmato il trattato di Berlino da Germania e Unione Sovietica, che impone alle parti la neutralità se uno dei due paesi fosse stato attaccato entro i successivi cinque anni.
- 5 maggio - Il leader nazionalista ucraino Symon Petljura viene assassinato dall'ebreo russo Sholom Schwartzbard a Parigi.
- 12-14 maggio - Colpo di Stato di maggio, il maresciallo Józef Piłsudski rovescia il governo polacco in carica e diviene di fatto dittatore della Polonia; viene instaurato un regime autoritario noto come Sanacja.
- 28 maggio - Colpo di stato a Lisbona, il regime della Prima Repubblica portoghese è abbattuto dai militari e sostituito da un governo dittatoriale di destra.
- 9 luglio - Inizia la Spedizione del Nord: il Kuomintang di Chiang Kai-shek lancia una vasta campagna militare contro i signori della guerra regionali per riunificare la Cina.
- 24 agosto - In Grecia un colpo di stato porta alla deposizione di Theodoros Pangalos, viene ristabilito il governo democratico del presidente Paulos Kountouriōtīs.
- 8 settembre - La Germania aderisce alla Società delle Nazioni.
- 8 novembre - Antonio Gramsci, Segretario del Partito Comunista d'Italia, viene arrestato. Successivamente verrà condannato a 20 anni, 4 mesi, accusato di avere attentato alla sicurezza dello Stato. Nel 1934 gli viene concessa la libertà condizionata, per motivi di salute, ma senza la possibilità di curarsi veramente. Gli verrà concessa la libertà sei giorni prima della morte, nel 1937, avvenuta per emorragia cerebrale, nella clinica che non avrebbe mai lasciato dai giorni del carcere
- 17 dicembre - Colpo di stato in Lituania da parte delle forze armate, viene istituito un regime autoritario di destra sotto il presidente Antanas Smetona.
- 25 dicembre - Morte dell'Imperatore Taishō; suo figlio Hirohito diventa Imperatore del Giappone.

## 1927

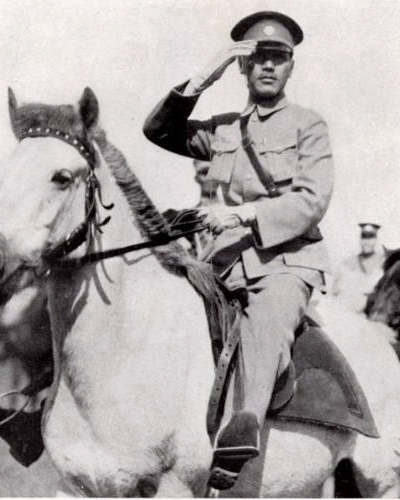
Il "generalissimo" Chiang Kai-shek, leader del movimento nazionalista cinese del Kuomintang

- 12 aprile - Massacro di Shanghai: tra 300 e 5000 comunisti vengono attaccati e massacrati dalle truppe del Kuomintang; fine del Primo Fronte Unito, inizia la guerra civile cinese tra nazionalisti e comunisti.
- 21 aprile - In Italia è introdotta la Carta del Lavoro.
- 20 maggio - Trattato di Gedda tra Arabia Saudita e Regno Unito, che riconosce una totale indipendenza per il regno saudita..
- 7 giugno - Pëtr Vojkov, ambasciatore sovietico a Varsavia, viene assassinato da un attivista del movimento bianco.
- 12 novembre - Lev Trockij viene espulso dal Partito comunista sovietico, lasciando a Stalin il controllo incontrastato dell'Unione Sovietica.
- 14 dicembre - Il Regno dell'Iraq ottiene una piena indipendenza dal Regno Unito.

## 1928
- 15 marzo - Incidente del 15 marzo: un'ondata di arresti di massa in Giappone decapita i locali movimenti socialisti e comunisti.
- 3 maggio - Incidente di Jinan: dopo incidenti con le forze del Kuomintang entrate nella città di Jinan e l'uccisione di alcuni civili nipponici, truppe giapponesi attaccano violentemente i cinesi e li respingono dalla città.
- 28 maggio - Fondazione dell'Armata Rossa Cinese.
- 4 giugno - Incidente di Huanggutun: ufficiali giapponesi assassinano il signore della guerra cinese Zhang Zuolin.
- 2 agosto - Italia ed Etiopia firmano il trattato italo-etiope, promettendosi cooperazione e amicizia.
- 27 agosto - Viene firmato a Parigi, dalle maggiori potenze del mondo, il patto Briand-Kellogg. Il trattato vieta la guerra di aggressione.
- 1º settembre - Viene istituito il Regno albanese, l'ex presidente Ahmet Lekë Bej Zog si proclama re come Zog I di Albania.
- 1º ottobre - L'Unione Sovietica lancia il primo piano quinquennale, uno sforzo economico per aumentare l'industrializzazione.
- 29 dicembre - Si conclude la Spedizione del Nord: il Kuomintang prende il potere sull'intera Repubblica di Cina, fine del "Periodo dei signori della guerra".

## 1929

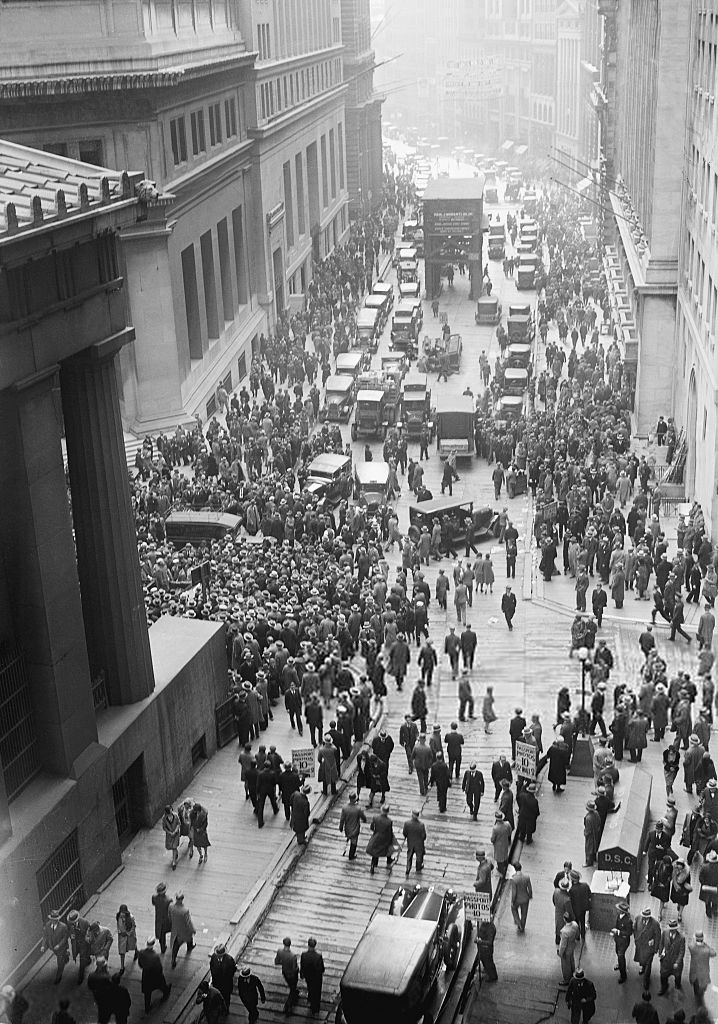
La folla si raduna davanti alla borsa di New York durante il "martedì nero" del 1929

- 6 gennaio - Il re del Regno dei Serbi, Croati e Sloveni, Alessandro I, scioglie il parlamento e istituisce un regime dittatoriale personale sul paese, che il 3 ottobre viene rinominato Regno di Jugoslavia.
- 7 gennaio - Ante Pavelić fonda il partito fascista croato degli Ustascia, ostile al regime jugoslavo e favorevole all'indipendenza della Croazia.
- 24 gennaio - Horloogijn Čojbalsan diviene presidente della Mongolia; negli anni seguenti instaurerà sul paese un regime di stampo stalinista.
- 9 febbraio - Viene firmato a Mosca da Unione Sovietica, Polonia, Estonia, Romania e Lettonia il Protocollo Litvinov, che vieta la guerra di aggressione sulla falsariga del patto Briand-Kellogg.
- 11 febbraio - Firma dei Patti Lateranensi, che rendono il Vaticano uno Stato sovrano.
- 4 marzo - Herbert Hoover diventa presidente degli Stati Uniti.
- 28 marzo - Il Giappone inizia il ritiro delle truppe da Jinan, ancora occupata dopo i fatti dell'incidente di Jinan del maggio precedente.
- 3 aprile - La Persia firma il Protocollo Litvinov.
- 31 agosto - Viene concluso il Piano Young, che sostituisce il precedente Piano Dawes riguardo alle riparazioni di guerra che la Germania deve pagare.
- 24 ottobre - "Martedì nero" a New York, crollo della borsa di Wall Street e inizio della "grande depressione".

## 1930
- 28 gennaio - A causa della grave crisi economica che attanaglia la Spagna, il dittatore Miguel Primo de Rivera è costretto a dimettersi dalla guida del paese.
- 10 febbraio - Ammutinamento di Yên Bái: il Việt Nam Quốc Dân Đảng, partito nazionalista vietnamita fondato nel 1927, tenta di avviare un'insurrezione anti-coloniale nell'Indocina francese ma è sconfitto e decimato dagli arresti.
- 12 marzo - Gandhi organizza la "Marcia del sale", grande manifestazione pacifica contro il dominio coloniale britannico in India.
- 22 aprile - Regno Unito, Stati Uniti, Francia, Italia e Giappone firmano il trattato navale di Londra, regolamentando la guerra sottomarina e limitando le costruzioni navali militari.
- 30 giugno - La Francia ritira le ultime truppe dalla Renania, terminando l'occupazione della Renania.
- 14 settembre - Alle elezioni federali tedesche del 1930 il NSDAP di Hitler è il secondo partito per numero di voti.
- 3 ottobre - Rivoluzione brasiliana del 1930: dopo un periodo di forti turbolenze politiche, un colpo di stato militare porta alla presidenza del Brasile Getúlio Vargas, che instaura sul paese un governo autoritario.

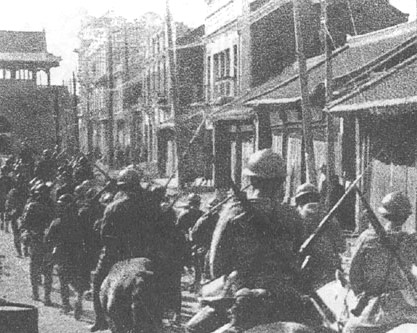
Truppe giapponesi entrano a Mukden in Manciuria nel settembre 1931

## 1931
- 14 aprile - Il re Alfonso XIII di Spagna è costretto ad abdicare; viene instaurata la Seconda Repubblica spagnola.
- 19 maggio - Varo del primo incrociatore della classe Deutschland. La costruzione della nave provoca costernazione all'estero, in quanto si prevedeva che la restrizione di 10.000 tonnellate di dislocamento per queste navi avrebbe limitato la marina tedesca alle navi da difesa costiere, non alle navi in grado di combattere in mare aperto.
- 18 settembre - Incidente di Mukden: truppe giapponesi mettono in scena un attentato contro una ferrovia di proprietà nipponica nella regione cinese della Manciuria, accusando i dissidenti cinesi per l'attacco.
- 19 settembre - Utilizzando l'Incidente di Mukden come pretesto, i giapponesi invadono la Manciuria.
- 21 ottobre - Incidente d'ottobre: elementi ultra-nazionalisti delle forze armate giapponesi tentano un colpo di stato, ma la mossa è stroncata quasi subito dalle forze governative.
- 7 novembre - Nello Jiangxi viene proclamata la Repubblica Sovietica Cinese, con Mao Zedong come suo capo di stato.
- 11 dicembre - Con lo Statuto di Westminster del 1931 il parlamento britannico riconosce una sostanziale indipendenza ai suoi Dominion: Australia, Canada, Nuova Zelanda, Terranova e Sudafrica.

## 1932
- Inizia la carestia sovietica del 1932-1933, causata in parte dalla collettivizzazione dell'agricoltura imposta dal primo piano quinquennale.
- 7 gennaio - Il segretario di Stato statunitense Henry Stimson formula la cosiddetta dottrina Stimson, in risposta all'invasione giapponese della Manciuria; la dottrina impone che il governo degli Stati Uniti non riconosca le modifiche di confine fatte con la forza.
- 28 gennaio - Incidente del 28 gennaio: utilizzando un riacutizzarsi della violenza anti-giapponese come pretesto, i giapponesi attaccano Shanghai, in Cina. La battaglia termina il 6 marzo e il 5 maggio viene firmato un accordo di cessate il fuoco con cui Shanghai diviene una zona demilitarizzata.
- 2 febbraio - Si apre a Ginevra, sotto l'egida della Società delle Nazioni, la conferenza mondiale sul disarmo.
- 27 febbraio - In Manciuria terminano i combattimenti tra Cina e Giappone.
- 1º marzo: Il Giappone crea lo Stato fantoccio del Manciukuò sui territori occupati della Manciuria.
- 10 aprile - Paul von Hindenburg  sconfigge Adolf Hitler al ballottaggio e viene rieletto presidente della Germania.
- 4 maggio - Firma del patto di non aggressione estone-sovietico. Entrerà in vigore il 18 agosto 1932 e resterà attivo fino al 31 dicembre 1945.
- 15 maggio - Incidente del 15 maggio: elementi reazionari delle forze armate giapponesi tentano un colpo di stato, assassinando il primo ministro Inukai Tsuyoshi ma venendo infine sconfitti.
- 30 maggio - Il cancelliere tedesco Heinrich Brüning si dimette. Il presidente von Hindenburg chiede a Franz von Papen di formare un nuovo governo.

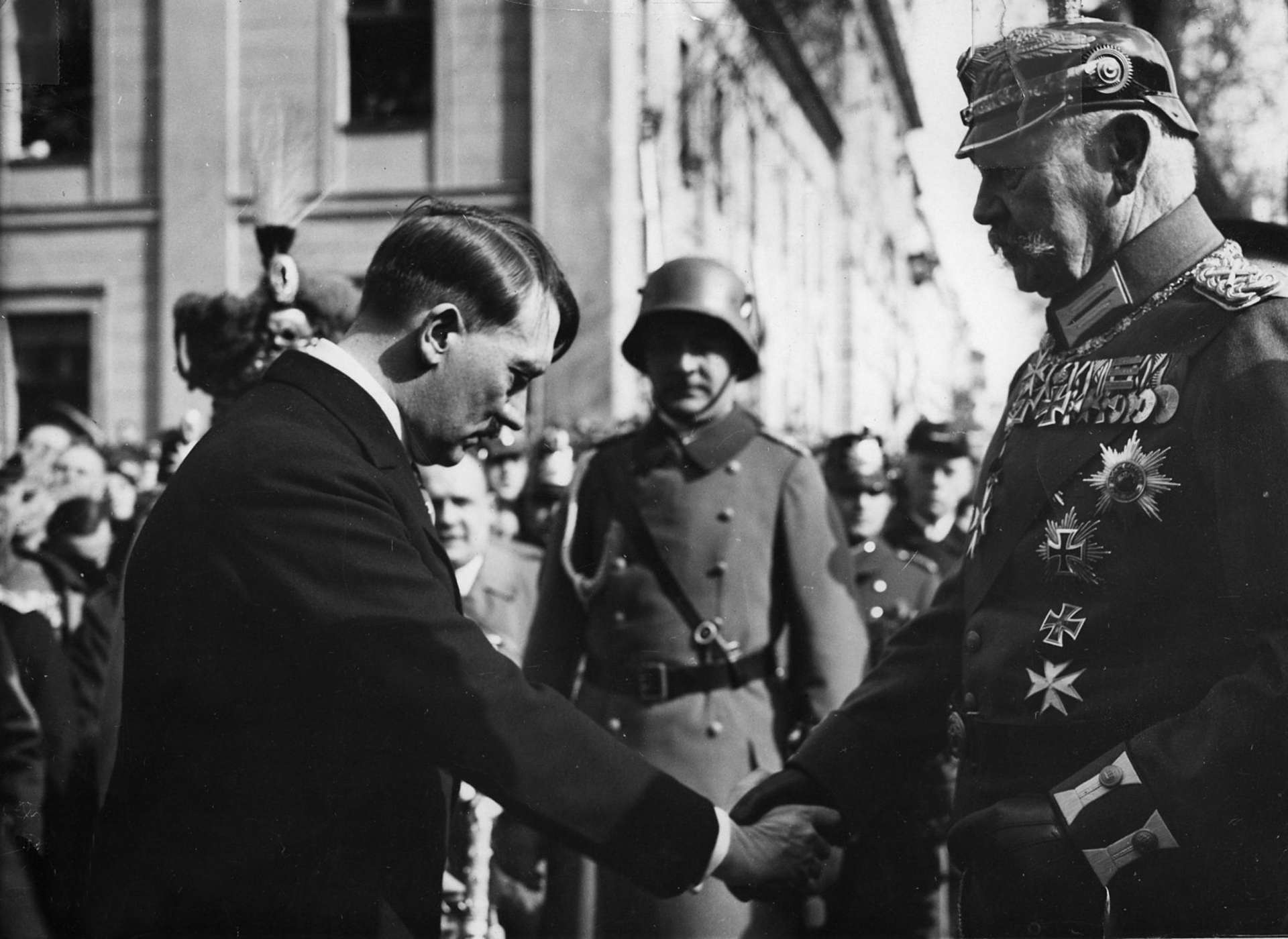
Il presidente tedesco Hindenburg (a destra) durante una cerimonia pubblica con il neo nominato cancelliere Adolf Hitler

- 15 giugno - Inizia la guerra del Chaco tra Paraguay e Bolivia, nonostante tentativi di mediazione da parte della Società delle Nazioni il conflitto perdura fino al 12 giugno 1935 per concludersi con una vittoria paraguaiana.
- 24 giugno - Rivoluzione siamese del 1932: in Siam un colpo di stato militare incruento porta all'abbattimento della tradizionale monarchia assoluta che governa il paese, instaurando un nuovo regime monarchico costituzionale che priva il re Prajadhipok di gran parte dei suoi poteri.
- 5 luglio - António de Oliveira Salazar diviene primo ministro del Portogallo e istituisce il regime autoritario noto come Estado Novo.
- 9 luglio - In Brasile scoppia la rivoluzione costituzionalista, che perdura fino al 2 ottobre; la rivolta contro il regime di Getúlio Vargas è schiacciata, ma il presidente è costretto a far approvare una nuova costituzione e istituire un governo democratico.
- 25 luglio - Viene firmato il patto di non aggressione sovietico-polacco, con durata triennale.
- 31 luglio – Il partito nazista ottiene alle elezioni federali tedesche del luglio 1932 la maggioranza relativa.
- 30 agosto - Hermann Göring viene eletto presidente del Reichstag.
- 23 settembre - Nascita formale della Kōdōha (Fazione della via imperiale), movimento interno alle forze armate giapponesi che promuove idee totalitarie, militariste ed espansioniste.
- 3 ottobre - Il Regno dell'Iraq ottiene una piena indipendenza dal Regno Unito.
- 8 novembre - Elezioni presidenziali negli Stati Uniti d'America del 1932, Franklin Delano Roosevelt viene eletto presidente.
- 12 settembre - Il governo di von Papen viene sfiduciato dal parlamento su una mozione presentata da comunisti e nazisti.
- 6 novembre - Elezioni federali tedesche del novembre 1932, i partiti fedeli alla repubblica non riescono a mettere assieme una maggioranza per poter governare.
- 21 novembre - Il presidente Hindemburg inizia i colloqui con Hitler riguardo alla formazione del governo.
- 3 dicembre - Hindenburg nomina Kurt von Schleicher Cancelliere della Germania.
- 11 dicembre - Una dichiarazione congiunta anglo-franco-italiana riconosce alla Germania parità di diritti con le altre potenze in materia di armamenti; primo importante colpo alle clausole del trattato di Versailles.

## 1933

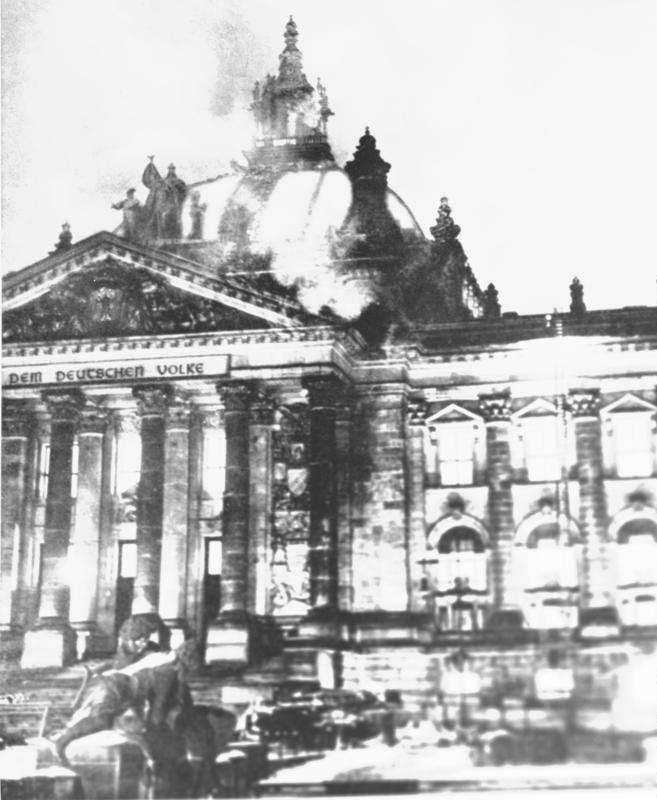
Il Reichstag in fiamme il 27 febbraio 1933

- 1º gennaio - Difesa della Grande Muraglia: in Cina il Giappone attacca l'estremità orientale della Grande Muraglia nella provincia di Rehe; nei mesi seguenti la Mongolia Interna viene conquistata dalle forze nipponiche.
- 28 gennaio - Visto che Schleicher non è riuscito a mettere assieme una maggioranza parlamentare per sostenere il suo governo, il presidente Hindenburg nomina Adolf Hitler alla carica di cancelliere.
- 27 febbraio – Incendio del Reichstag a Berlino. Il minorato mentale Marinus van der Lubbe, un noto agitatore comunista, viene trovato nell'edificio mentre accende piccoli incendi e viene condannato per il rogo. Seguiranno rappresaglie e arresti di esponenti comunisti.
- 28 febbraio - Viene approvato il decreto dell'incendio del Reichstag, che annulla molte libertà civili tedesche.
- 4 marzo - Il cancelliere austriaco Engelbert Dollfuss scioglie il parlamento e instaura in Austria un regime autoritario ideologicamente e politicamente allineato con l'Italia fascista (il cosiddetto "austrofascismo").
Franklin Delano Roosevelt diventa presidente degli Stati Uniti.
- 5 marzo - Elezioni federali tedesche del 1933, ultime elezioni libere in Germania: in un clima di forti intimidazioni e con gran parte dei dirigenti comunisti in carcere il partito nazista ottiene un'ampia maggioranza.
- 20 marzo - Viene completato il primo campo di concentramento della Germania, Dachau.
- 24 marzo - Il nuovo Reichstag dominato dai nazionalsocialisti approva il decreto dei pieni poteri, rendendo Adolf Hitler dittatore della Germania.
- 27 marzo - Il Giappone abbandona la Società delle Nazioni a seguito della pubblicazione della Relazione Lytton, la quale sostiene che la Manciuria appartiene alla Cina e che il Manciukuò non è uno Stato veramente indipendente.
- 1º aprile - Ai tedeschi viene detto di boicottare i negozi e le imprese ebraiche, in risposta al boicottaggio delle merci tedesche indetto il mese precedente dalle organizzazioni ebraiche negli Stati Uniti.
- 26 aprile - Viene fondata la Gestapo, la polizia segreta del Reich.

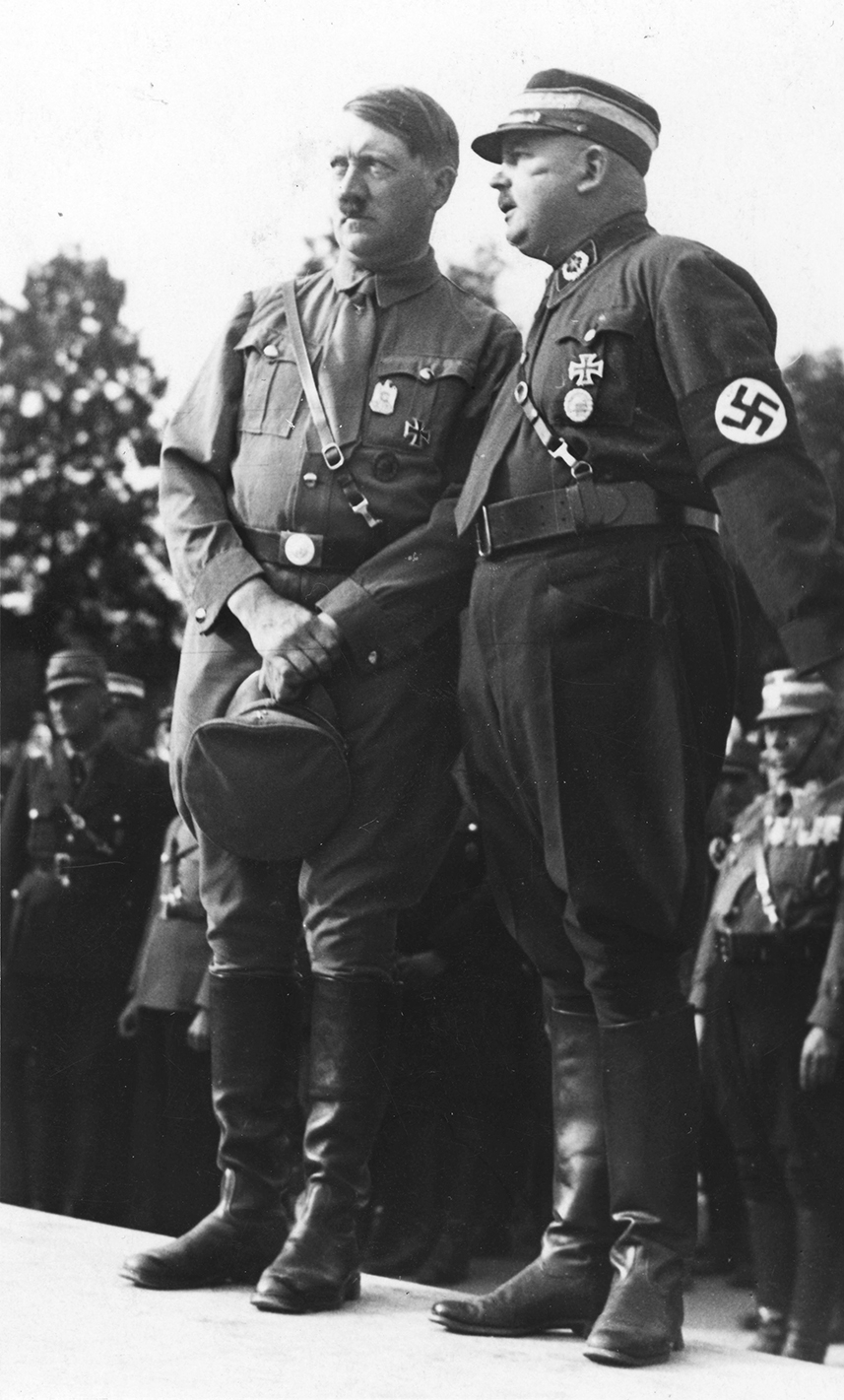
Hitler a colloquio con Ernst Röhm, capo delle SA; Röhm sarà tra le vittime della violenta "notte dei lunghi coltelli"

- 2 maggio - Hitler bandisce i sindacati.
- 15 maggio - Istituzione segreta della Luftwaffe, in violazione del trattato di Versailles.
- 31 maggio - Viene firmato l'armistizio di Tanggu tra Cina e Giappone, che stabilisce le condizioni del cessate il fuoco tra i due stati dopo l'occupazione giapponese della Manciuria. La Cina aderisce a tutte le richieste giapponesi, creando una grande zona demilitarizzata in territorio cinese.
- 20 giugno - In Siam un colpo di stato incruento ad opera del generale Phahon Phonphayuhasena rovescia il governo del primo ministro Manopakorn Nititada, autoritario e intento a tramare un ritorno del paese alla monarchia assoluta. Phahon diventa primo ministro con poteri dittatoriali.
- 21 giugno - In Germania tutti i partiti al di fuori di quello nazista vengono banditi.
- 14 luglio - Il partito nazista diventa il partito ufficiale della Germania.
- 25 luglio - Il Reichstag approva una legge che impone la sterilizzazione forzata di persone affette da una serie di malattie ereditarie o supposte tali; è il primo passo dell'"Aktion T4", volta all'eliminazione fisica dei minorati mentali dalla Germania (le cosiddette "vite indegne di essere vissute").
- 25 agosto - Accordo dell'Haavara tra il governo tedesco e le organizzazioni sioniste, progettato per facilitare l'emigrazione degli ebrei tedeschi in Palestina.
- 3 settembre - Viene siglato il patto italo-sovietico di amicizia e non aggressione.
- 12 settembre - Leó Szilárd concepisce l'idea della reazione nucleare a catena.
- 11 ottobre - Ribellione Boworadet: un tentativo da parte delle forze monarchiche del Siam di ripristinare l'assolutismo regio è soffocato nel sangue dalle forze armate guidate dal colonnello Plaek Phibunsongkhram. Il re Prajadhipok si reca in esilio all'estero, per poi abdicare il 2 marzo 1935 in favore del nipote Ananda Mahidol.
- 17 ottobre - Lo scienziato Albert Einstein arriva negli Stati Uniti d'America e vi si stabilisce come rifugiato dalla Germania.
- 19 ottobre - La Germania abbandona la Società delle Nazioni.
- novembre - Il governo degli Stati Uniti riconosce ufficialmente l'Unione Sovietica.
- 24 novembre - Senzatetto, alcolizzati e disoccupati tedeschi vengono mandati nei campi di concentramento nazisti.

## 1934
- 26 gennaio - Germania e Polonia firmano il decennale patto di non aggressione tedesco-polacco.
- 9 febbraio - Viene siglata l'Intesa balcanica, trattato di alleanza tra Grecia, Romania, Jugoslavia e Turchia.
- 12-16 febbraio - Si combatte la guerra civile austriaca che finisce con la vittoria degli austro-fascisti del cancelliere Dollfuss ai danni di socialisti e comunisti, i cui partiti vengono banditi.
- 12 marzo - Le forze armate estoni conducono un colpo di Stato incruento a Tallinn per prevenire una vittoria elettorale del partito fascista locale; viene istituito un governo autoritario sotto il presidente Konstantin Päts che scioglie tutti i partiti politici, dando inizio alla cosiddetta "Era del Silenzio".
- 20 marzo - Tutte le forze di polizia tedesche passano sotto il comando di Heinrich Himmler.
- 24 marzo - Il Congresso degli Stati Uniti approva una legge (Tydings-McDuffie Act) per concedere l'indipendenza alla colonia statunitense delle Filippine.

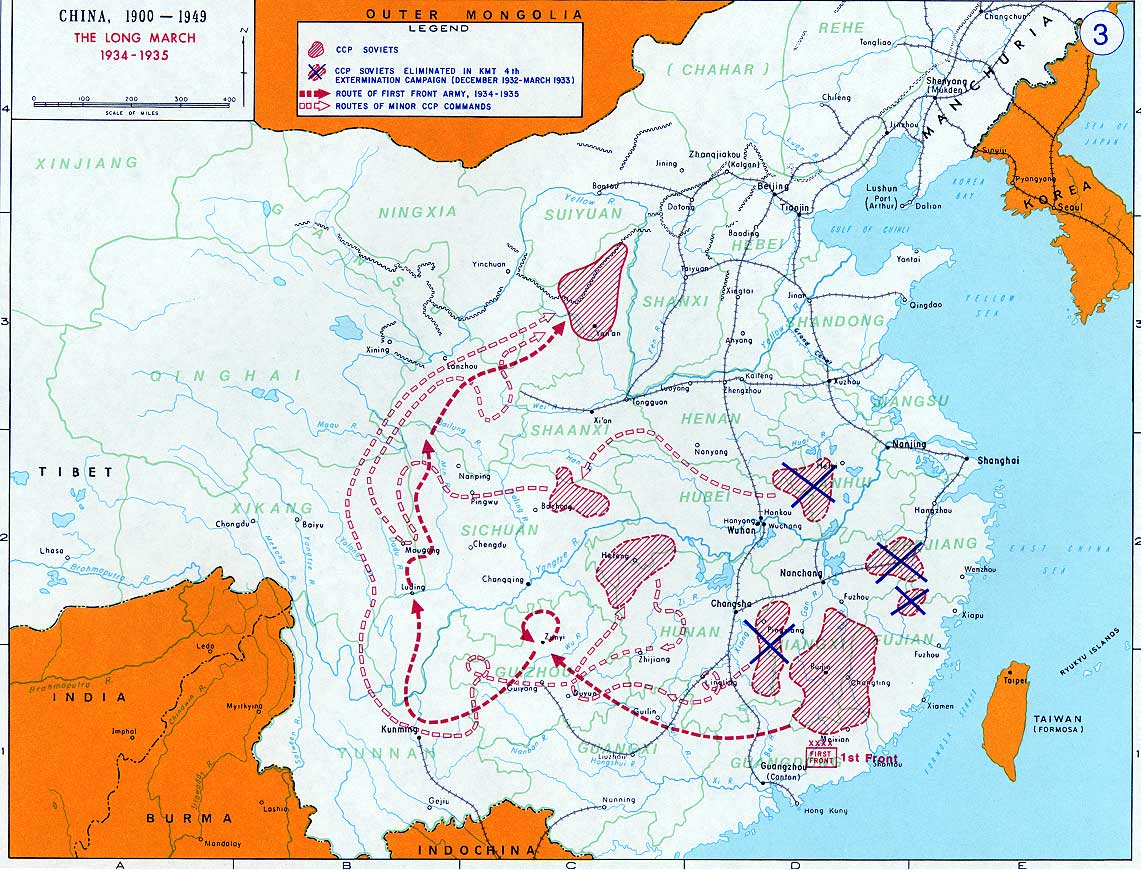
Carta raffigurante la "lunga marcia" delle forze comuniste cinesi nel 1934-1935

- 5 maggio - Il patto di non aggressione sovietico-polacco viene esteso fino al 31 dicembre 1945.
- 15 maggio - Colpo di Stato incruento in Lettonia, il presidente Kārlis Ulmanis istituisce un regime autoritario sopprimendo tutti i partiti politici e le libertà civili.
- 19 maggio - Colpo di stato in Bulgaria del 1934: l'organizzazione politico-militare nazionalista Zveno rovescia il governo democratico in carica e istituisce un regime autoritario sotto Kimon Georgiev.
- 30 giugno - Notte dei lunghi coltelli in Germania: i potenziali rivali di Hitler all'interno del partito nazista, tra cui il leader delle SA Ernst Röhm, e importanti conservatori anti-nazisti vengono uccisi dalle SS e dalla Gestapo.
- 22 luglio - Le SS diventano un'organizzazione indipendente del partito nazista che riferisce direttamente ad Hitler.
- 25-30 luglio - Putsch di luglio in Austria: i nazisti austriaci assassinano il cancelliere Dollfuss, ma il loro tentativo di prendere il potere è stroncato dalle forze austro-fasciste fedeli al nuovo cancelliere Kurt Alois von Schuschnigg; l'Italia appoggia gli austro-fascisti muovendo truppe al confine e impedendo un intervento della Germania nella crisi.
- 2 agosto - Alla morte del presidente Paul von Hindenburg, Adolf Hitler si proclama Führer della Germania, unendo la carica di Capo dello Stato a quella di Cancelliere.
- 8 agosto - I membri delle forze armate tedesche iniziano a giurare fedeltà personale a Hitler anziché alla costituzione della Germania.
- 18 settembre - L'Unione Sovietica aderisce alla Società delle Nazioni.
- 9 ottobre - Terroristi di destra assassinano il re Alessandro I di Jugoslavia in visita a Marsiglia; gli succede sul trono il figlio Pietro II, assistito da un consiglio di reggenza retto dal principe Paolo Karađorđević.
- 16 ottobre - In Cina inizia la "lunga marcia", le forze comuniste di Mao Zedong abbandonano lo Jiangxi per sfuggire agli incessanti attacchi del Kuomintang.
- 20 novembre - I lavori della Conferenza mondiale sul disarmo vengono interrotti per non riprendere mai più.
- 1 dicembre - Sergej Kirov, capo della sezione comunista di Leningrado, viene assassinato da un assalitore sconosciuto, accelerando un'ondata di repressioni nell'Unione Sovietica.
- 5 dicembre - Incidente di Ual Ual, scontro armato tra truppe italiane ed etiopi al confine della colonia della Somalia italiana.
- 29 dicembre - Il Giappone si ritira dal trattato navale di Washington e dal trattato navale di Londra.

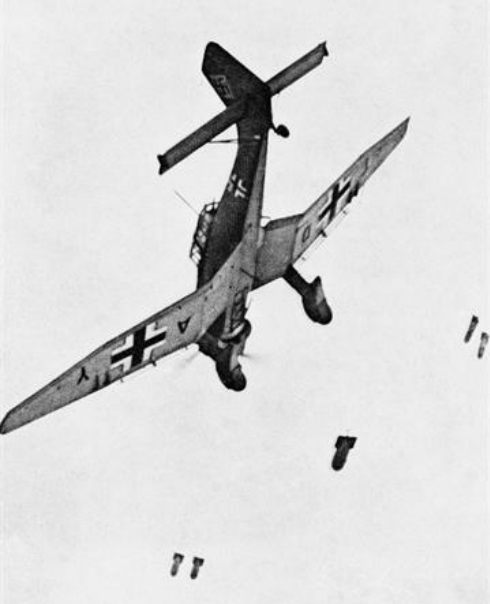
Un bombardiere in picchiata Junkers Ju 87 Stuka in azione; il velivolo sarà uno dei simboli della rinata Luftwaffe tedesca

## 1935
- 7 gennaio - Accordo franco-italiano tra Mussolini e Pierre Laval, all'Italia sono riconosciute alcune limitate concessioni coloniali come compensazione per quanto non ottenuto dal trattato di Versailles.
- 13 gennaio - Plebiscito della Saar, il Territorio del bacino della Saar sceglie di ritornare all'interno della Germania.
- 22 gennaio - Lo zar Boris III di Bulgaria obbliga alle dimissioni il primo ministro Georgiev e insatura un regime autoritario personale sul paese.
- 1º marzo - In violazione delle clausole di Versailles, la Germania istituisce formalmente la sua aeronautica militare (Luftwaffe).
- 16 marzo – In Germania viene ripristinato il servizio militare obbligatorio, in violazione delle clausole del trattato di Versailles.
- 20 marzo - La vecchia Reichswehr della Repubblica di Weimar diviene la nuova Wehrmacht della Germania nazista, che avvia un ampio programma di riarmo.
- 11-14 aprile - Conferenza di Stresa tra Francia, Regno Unito e Italia, che affermano la loro volontà di reagire a ogni futuro tentativo da parte della Germania di modificare o violare il trattato di Versailles.
- 12 maggio - Il dittatore polacco Józef Piłsudski muore di cancro; gli succede alla guida della Polonia il maresciallo Edward Rydz-Śmigły.
- 14 maggio - Viene approvata la costituzione del Commonwealth delle Filippine, protettorato degli Stati Uniti incaricato di gestire la transizione verso la totale indipendenza dell'arcipelago, prevista entro i successivi dieci anni.
- 18 giugno - Viene firmato l'accordo navale anglo-tedesco da Germania e Regno Unito. L'accordo consente alla Germania di costruire una flotta che sia il 35% del tonnellaggio della flotta britannica; in questo modo, i britannici sperano di limitare il riarmo navale tedesco.
- 31 agosto - Passa negli Stati Uniti l'Atto di neutralità del 1935, che impone un embargo generale sul commercio di armi e di materiale bellico statunitense con tutte le parti coinvolte in una guerra e dichiara che i cittadini americani che viaggiavano su navi di nazioni in guerra viaggiavano a proprio rischio.

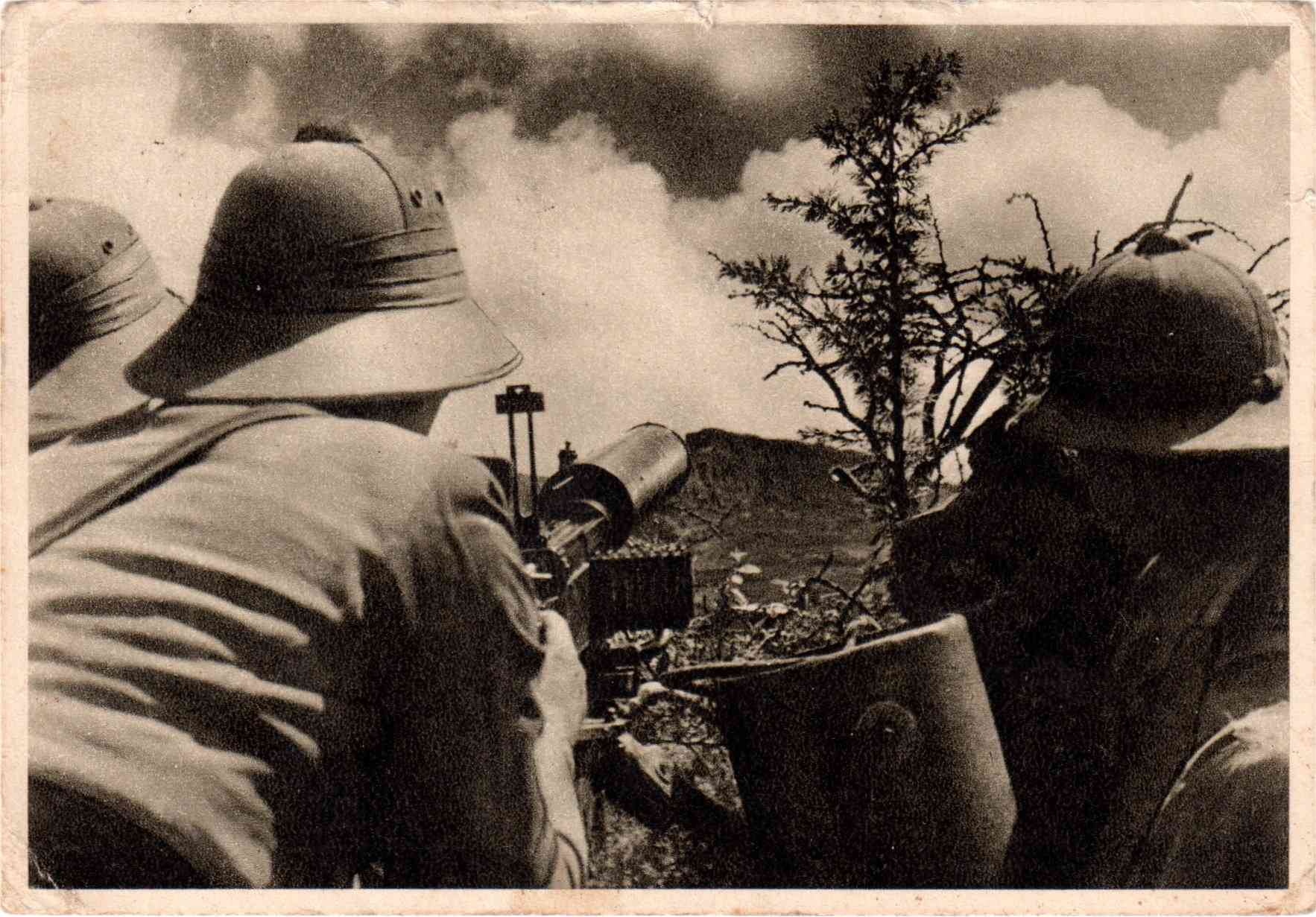
Mitraglieri italiani in azione durante la guerra d'Etiopia

- 15 settembre - Il Reichstag approva le leggi di Norimberga, istituzionalizzando l'antisemitismo e fornendo il quadro giuridico per la sistematica persecuzione degli ebrei in Germania.
- 2 ottobre - Inizia la guerra d'Etiopia, l'Italia invade l'Etiopia.
- 10 ottobre - Un colpo di stato militare in Grecia porta all'abolizione della repubblica e al ripristino della monarchia; Giorgio II di Grecia torna sul trono il 3 novembre seguente.
- 22 ottobre - In Cina si conclude la "lunga marcia": le forze comuniste di Mao Zedong trovano rifugio nella regione settentrionale dello Shaanxi, dove si riorganizzano.
- 14 novembre - Ultime elezioni generali nel Regno Unito per oltre una decade. Stanley Baldwin sostituisce Ramsay MacDonald come Primo ministro.
- 18 novembre - La Società delle Nazioni approva una serie di sanzioni economiche nei confronti dell'Italia.

## 1936
- 20 gennaio - Muore Giorgio V del Regno Unito, gli succede sul trono il figlio Davide con il nome di Edoardo VIII.
- 7 febbraio - In violazione del trattato di Versailles, la Germania rimilitarizza la Renania.
- 26 febbraio - Incidente del 26 febbraio: elementi ultra-nazionalisti dell'esercito giapponese tentano un colpo di stato a Tokyo; vengono assassinati diversi importanti esponenti politici e militari, ma i ribelli sono alla fine costretti ad arrendersi. La successiva ondata di arresti elimina di fatto la fazione Kōdōha dai ranghi delle forze armate.
- 25 marzo - Viene firmato il secondo trattato navale di Londra da Regno Unito, Stati Uniti e Francia. Italia e Giappone rifiutano entrambi di firmare questo trattato.

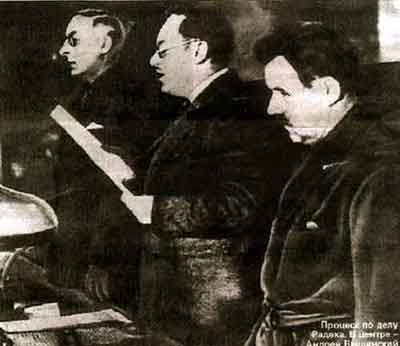
Il procuratore Andrej Vyšinskij (al centro) durante uno dei processi delle "grandi purghe" staliniane

- 19 aprile - Nel Mandato britannico della Palestina scoppia la cosiddetta "grande rivolta araba"; la rivolta è infine soffocata dalle forze britanniche nell'agosto 1939.
- 5 maggio - Con l'occupazione della capitale etiope Addis Abeba da parte degli italiani si conclude la guerra d'Etiopia.
- 9 maggio - Viene istituita l'Africa Orientale Italiana.
- 3 giugno - il capo di stato maggiore della Luftwaffe, il generale Walther Wever, perde la vita in un incidente aereo, ponendo fine ad ogni speranza che la Luftwaffe abbia mai una forza di bombardamento strategica simile agli Alleati.
- 4 luglio - Le sanzioni economiche inflitte all'Italia dalla Società delle Nazioni sono revocate.
- 17 luglio - Il fallito colpo di Stato spagnolo del luglio 1936, da parte delle forze nazionaliste, segna l'inizio della guerra civile spagnola.
- 1º agosto - Apertura dei Giochi della XI Olimpiade a Berlino, sfruttati propagandisticamente dal regime nazista.
- 4 agosto - Il primo ministro greco Ioannis Metaxas proclama lo stato di emergenza e sospende il parlamento le libertà civili, istituendo un regime dittatoriale di stampo fascista ("Regime del 4 agosto").
- 19 agosto - Si apre a Mosca il "processo dei sedici", primo di una serie di processi farsa ai danni di presunti cospiratori contro il regime di Stalin e atto d'inizio delle "grandi purghe", vasta epurazione degli apparati statali e delle forze armate sovietiche che proseguirà per diversi anni.
- 29 settembre - Francisco Franco è nominato comandante in capo delle forze nazionaliste impegnate nella guerra civile spagnola.
- 18 ottobre - Hermann Göring viene nominato capo del piano quadriennale tedesco, uno sforzo per rendere la Germania autosufficiente ed aumentare la produzione di armamenti.
- 3 novembre - Elezioni presidenziali negli Stati Uniti d'America del 1936, Roosevelt ottiene la rielezione.
- 14 novembre - In Cina ha inizio la campagna di Suiyuan: ribelli mongoli spalleggiati dai giapponesi attaccano le forze cinesi nazionaliste nella Mongolia Interna.
- 15 novembre - La Legione Condor tedesca entra in azione per la prima volta nella guerra civile spagnola a sostegno della fazione nazionalista; è il primo impiego all'estero delle forze armate tedesche dalla fine della prima guerra mondiale.
- 25 novembre - Giappone e Germania firmano il patto anticomintern: le parti s'impegnano a fare la guerra contro l'Unione Sovietica qualora uno dei firmatari venisse attaccato dai sovietici.
- 1º dicembre - Hitler rende obbligatoria per tutti i maschi di età compresa tra i 10 e i 18 anni l'adesione alla Gioventù hitleriana.
- 11 dicembre - Edoardo VIII abdica dal trono britannico al termine di una lunga crisi, gli succede il fratello Alberto come Giorgio VI del Regno Unito.
- 12 dicembre - Incidente di Xi'an: Chiang Kai-shek è obbligato dal maresciallo Zhang Xueliang a fare una tregua con i comunisti cinesi di Mao per combattere contro l'espansionismo giapponese in Cina.
- 23 dicembre - I primi 3000 uomini della forza di spedizione italiana (in seguito denominata Corpo Truppe Volontarie) sbarcano a Cadice a sostegno della fazione nazionalista nella guerra civile spagnola.
- 24 dicembre - Il Partito Comunista cinese e il Kuomintang formano il Secondo Fronte Unito, sospendendo temporaneamente la guerra civile cinese per combattere i giapponesi.

## 1937

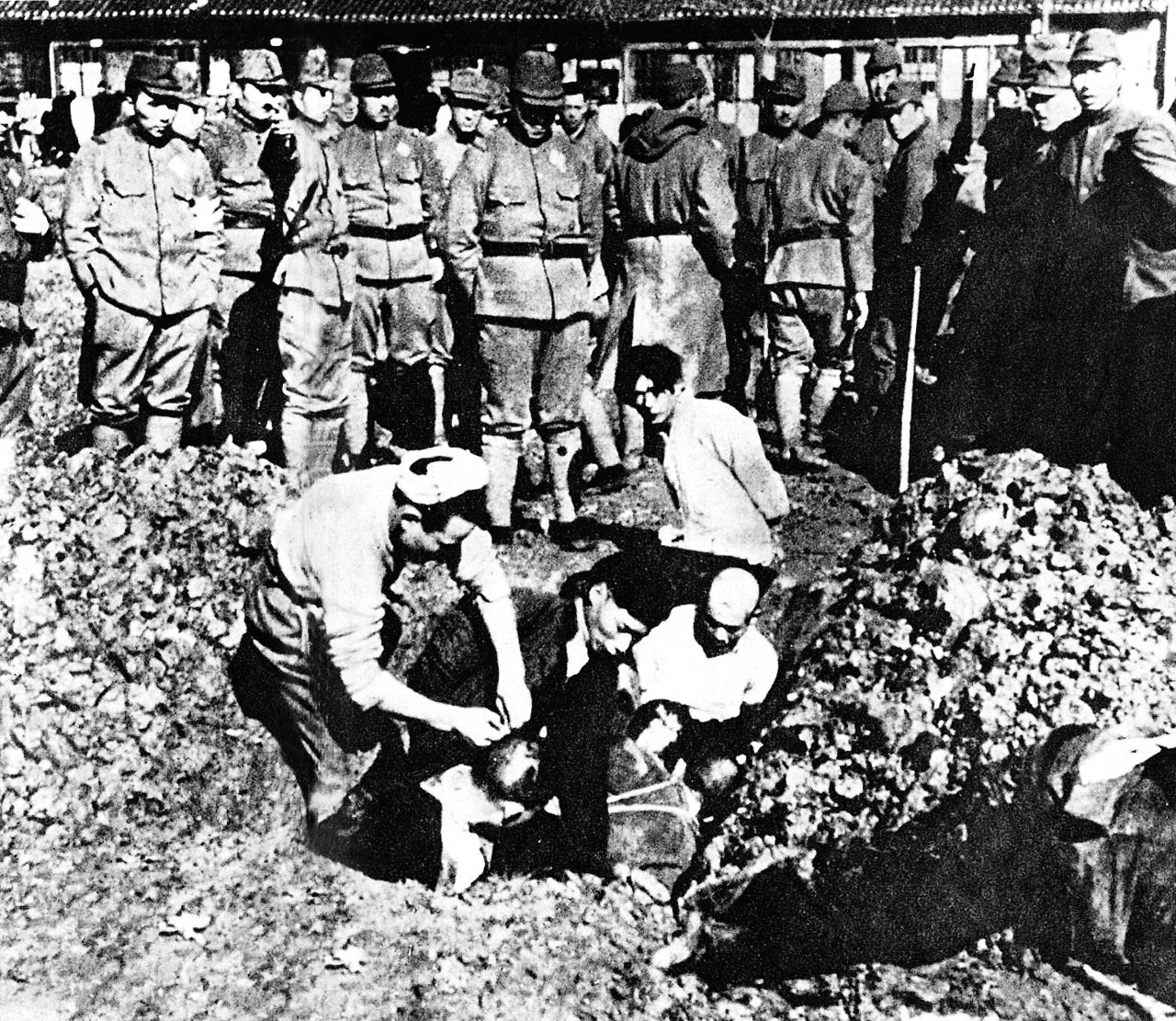
Civili cinesi vengono seppelliti vivi dai soldati giapponesi durante i fatti del massacro di Nanchino

- 20 gennaio - Roosevelt inizia il suo secondo mandato come presidente degli Stati Uniti.
- 28 maggio - Neville Chamberlain è nominato primo ministro del Regno Unito.
- 7 luglio - Incidente del ponte di Marco Polo, evento che innesca lo scoppio della seconda guerra sino-giapponese.
- 13 agosto - Inizia la battaglia di Shanghai.
- 5 ottobre - Il presidente degli Stati Uniti Franklin Delano Roosevelt pronuncia il Discorso della Quarantena, in cui per la prima volta sembra evocare la possibilità da parte degli Stati Uniti di uscire da una politica di stretta neutralità per intervenire concretamente nella politica mondiale.
- 6 novembre - L'Italia entra a far parte del patto anticomintern, unendosi a Germania e Giappone.
- 10 novembre - Auto-golpe da parte del presidente brasiliano Getúlio Vargas, che sospende la costituzione e instaura sul Brasile un regime dittatoriale di destra noto come Estado Novo.
- 26 novembre - Termina la battaglia di Shanghai, i cinesi sono costretti ad evacuare la città.
- 1º dicembre - Inizia la battaglia di Nanchino.
- 8 dicembre - Il Giappone istituisce lo Stato fantoccio del Mengjiang, nella regione della Mongolia Interna strappata alla Cina.
- 11 dicembre - L'Italia abbandona la Società delle Nazioni.
- 12 dicembre - Incidente della USS Panay: la cannoniera statunitense USS Panay è bombardata da aerei giapponesi mentre è ancorata nel Fiume Azzurro in Cina.
- 13 dicembre - I giapponesi occupano la capitale della Repubblica di Cina, Nanchino; segue una serie di massacri e atrocità contro la popolazione cinese locale, noti come "massacro di Nanchino".

## 1938
- 26 gennaio - Incidente di Allison: il console statunitense a Nanchino John Moore Allison è aggredito da soldati giapponesi, si aggravano ulteriormente le relazioni tra il Giappone e gli Stati Uniti.
- 4 febbraio – Fondazione dell'Oberkommando der Wehrmacht; sfruttando gli effetti dello scandalo Fritsch-Blomberg, Hitler assume di fatto il comando supremo delle forze armate tedesche.

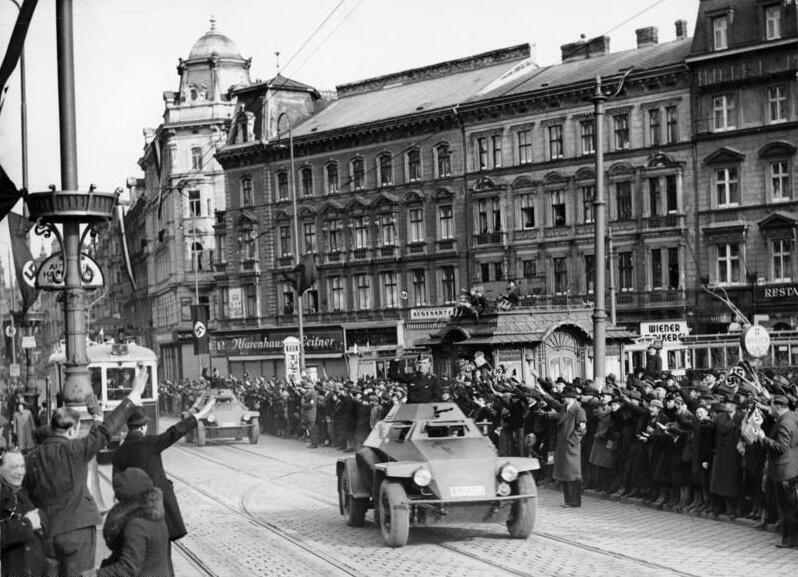
Anschluss: le truppe tedesche entrano a Vienna accolte festosamente dalla popolazione

- 20 febbraio - In un discorso al Reichstag trasmesso per radio, Hitler annuncia la sua intenzione di riunire all'interno della Germania tutti i popoli di lingua tedesca che si trovano fuori dai suoi confini.
- 11 marzo - Anschluss: dopo un ultimatum la Germania nazista invade senza opposizione l'Austria; l'integrazione dell'Austria nel Terzo Reich viene poi confermata da un plebiscito il 10 aprile seguente.
- 24 marzo - inizia la battaglia di Taierzhuang. Essa termina con la vittoria cinese il 7 aprile dopo intensi combattimenti casa per casa all'interno della città.
 Inizia la battaglia di Xuzhou che termina con la vittoria giapponese il 1º maggio, mentre le truppe cinesi riescono a sfondare l'accerchiamento della città.

- 28 marzo - In un incontro con Hitler, il leader nazista della minoranza tedesca in Cecoslovacchia, Konrad Henlein, riceve istruzione di portare allo stremo le richieste di autonomia dal governo centrale della regione del Sudetenland abitata da tedeschi; si apre la "crisi dei Sudeti".
- 20 maggio - In risposta a manovre militari tedesche ai suoi confini, la Cecoslovacchia proclama una parziale mobilitazione delle sue forze armate; si susseguono scontri tra soldati cecoslovacchi e miliziani nazisti del Sudetenland.
- 30 maggio - Hitler approva una direttiva segreta per il lancio dell'invasione della Cecoslovacchia (operazione Fall Grün), da attuarsi non oltre il 1º ottobre.
- 6-15 luglio - Conferenza di Évian: varie rappresentanze nazionali, tra cui quelle di Stati Uniti e Regno Unito, si oppongono all'ingresso nei loro paesi di ulteriori profughi ebrei in fuga da Germania e Austria.
- 29 luglio - Con la battaglia del lago Chasan iniziano le guerre di confine sovietico-giapponesi.
- 27 settembre - Il presidente degli Stati Uniti Roosevelt invia una lettera ad Hitler invitandolo alla pace.
- 28 settembre – Si apre la conferenza di Monaco, vi partecipano Adolf Hitler (Germania), Édouard Daladier (Francia), Neville Chamberlain (Regno Unito) e Benito Mussolini (Italia). In ossequio alla politica dell'appeasement, volta a evitare a tutti i costi una nuova guerra mondiale, francesi e britannici concordano nel cedere alla Germania la regione del Sudetenland, il che avverrà tra il 1° e il 10 ottobre successivo.

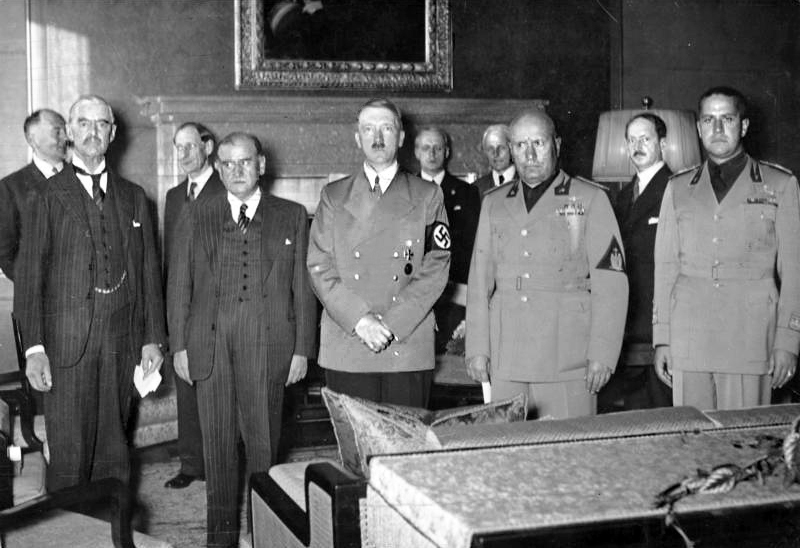
I partecipanti alla conferenza di Monaco: da sinistra, Chamberlain, Daladier, Hitler, Mussolini e Ciano

- 1º ottobre - Con un ultimatum la Polonia ottiene dalla Cecoslovacchia la cessione della regione della Slesia di Cieszyn, da tempo contesa tra le due nazioni.
- 5 ottobre - La Germania invalida i passaporti di tutti i suoi cittadini ebrei, che vengono ristampati con la lettera "J" stampata in rosso. Questo cambiamento venne fatto dopo le richieste della Svezia e della Svizzera, che desideravano un modo per negare facilmente l'ingresso degli ebrei nei loro paesi.
- 2 novembre - Primo arbitrato di Vienna, Italia e Germania obbligano la Cecoslovacchia a cedere all'Ungheria la regione della Rutenia subcarpatica e varie zone al confine con la Slovacchia.
- 7 novembre - L'ebreo polacco Herschel Grynszpan uccide il diplomatico tedesco Ernst vom Rath a Parigi.
- 9-10 novembre - Notte dei cristalli: a seguito della morte di vom Rath, si scatena un violento pogrom in tutta la Germania; vengono distrutte dai nazisti sinagoghe e negozi di ebrei, mentre le vittime si contano a centinaia.
- 17 novembre - In Italia sono approvate le prime Leggi razziali fasciste volte alla discriminazione e persecuzione degli ebrei.
- 16 dicembre - Il generale Plaek Phibunsongkhram diventa primo ministro del Siam dopo che il governo autoritario di Phahon Phonphayuhasena è stato costretto alle dimissioni da alcuni scandali politici; Plaek instaura sul Siam (dal 24 giugno 1939 rinominato Thailandia) un regime militarista e ultra-nazionalista ispirato alle dittature fasciste europee.

## 1939

### Gennaio
- 25 gennaio - Un atomo di uranio viene diviso per la prima volta alla Columbia University negli Stati Uniti.
- 27 gennaio - Hitler approva il piano Z, un vasto programma di costruzioni navali militari destinato a fornire entro 5 anni alla Germania un'enorme flotta in grado di fronteggiare la Royal Navy britannica.

### Marzo

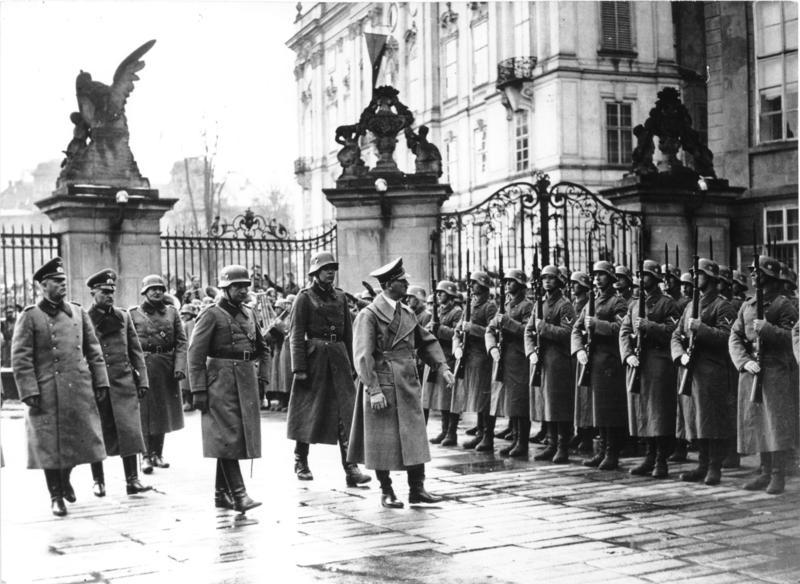
Hitler passa in rassegna le truppe tedesche a Praga il 15 marzo 1939

- 14 marzo - Su istigazione della Germania, gli slovacchi proclamano l'indipendenza e l'istituzione della Repubblica Slovacca, con Jozef Tiso come suo primo ministro; dissoluzione della Cecoslovacchia.
 L'Ucraina carpatica proclama l'indipendenza dalla Cecoslovacchia, ma è invasa e occupata dall'Ungheria lo stesso giorno.
- 15 marzo - In violazione dell'accordo di Monaco, dopo un ultimatum la Germania occupa senza opposizione le regioni cecoslovacche della Boemia e della Moravia-Slesia su cui viene stabilito il Protettorato di Boemia e Moravia, stato fantoccio dei tedeschi.
- 16 marzo - L'Ungheria annette l'Ucraina carpatica.
- 20 marzo - Il ministro degli esteri tedesco Joachim von Ribbentrop impone un ultimatum orale alla Lituania con cui ottiene la cessione a favore della Germania della regione di Klaipėda (in tedesco Memel).
- 21 marzo - Hitler chiede la restituzione della Città Libera di Danzica alla Germania.
- 23 marzo - Viene firmato il trattato tedesco-rumeno per lo sviluppo delle relazioni economiche tra i due paesi, la Romania si avvicina politicamente alla Germania nazista.
La Germania annette la regione di Klaipėda.
 Scoppia la breve guerra slovacco-ungherese, conclusasi il 31 marzo seguente: la neonata Slovacchia deve cedere altro terreno all'Ungheria.
 Germania e Slovacchia firmano il trattato sulle relazioni protettive tra la Germania e lo Stato slovacco, che crea la zona di protezione tedesca in Slovacchia.
- 26 marzo - Il governo polacco respinge le richieste tedesche.
- 31 marzo - Regno Unito e Francia assicurano il loro supporto alla Polonia in caso di guerra.

### Aprile
- 1º aprile - La guerra civile spagnola si conclude con la vittoria nazionalista. La Spagna diventa una dittatura con Francisco Franco come capo del nuovo governo.
- 3 aprile - Hitler ordina ai militari tedeschi d'iniziare a pianificare il Fall Weiß, nome in codice per l'attacco alla Polonia, previsto per il 26 agosto 1939.
- 7-12 aprile - L'Italia invade l'Albania e la occupa dopo brevi scaramucce; l'Albania entra in unione personale con il Regno d'Italia: il re Zog I si reca in esilio mentre la corona albanese passa a Vittorio Emanuele III.
- 13 aprile - A seguito dell'invasione italiana dell'Albania, Regno Unito e Francia assicurano il loro supporto a Romania e Grecia in caso di aggressione esterna.
- 14 aprile - Il presidente degli Stati Uniti Roosevelt invia una lettera a Hitler e Mussolini, chiedendo che i due dittatori sottoscrivano l'impegno a non aggredire una serie di Stati europei; la proposta viene rifiutata da entrambi.
- 18 aprile - L'Unione Sovietica propone una triplice alleanza a Regno Unito e Francia, che rifiutano.
- 28 aprile - In un discorso davanti al Reichstag, Hitler annuncia l'abbandono da parte della Germania dell'accordo navale anglo-tedesco e del patto di non aggressione tedesco-polacco.

### Maggio

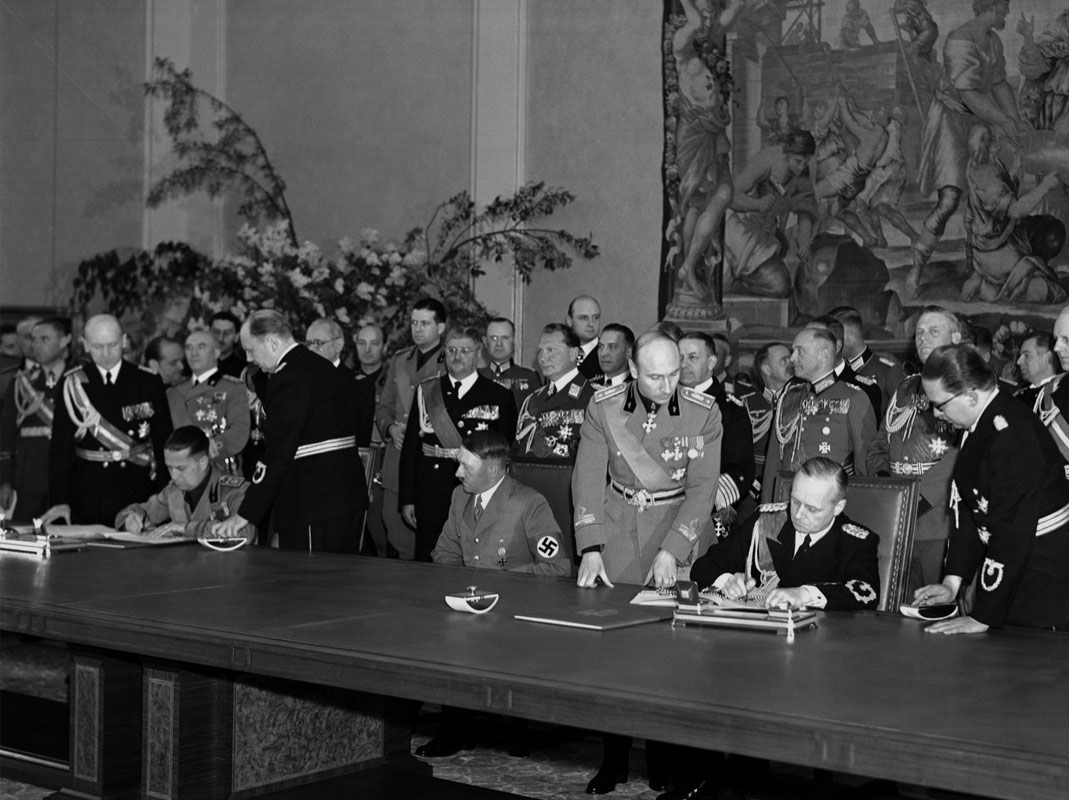
La firma del patto d'acciaio il 22 maggio 1939 a Berlino

- 11 maggio - Guerre di confine sovietico-giapponesi: inizia la battaglia di Khalkhin Gol, che vede Giappone e Manciukuò contro Unione Sovietica e Mongolia. La battaglia si conclude con la vittoria sovietica il 16 settembre, influenzando i giapponesi a non cercare un ulteriore conflitto con i sovietici ma a volgersi invece verso le colonie delle potenze euro-americane.
- 17 maggio - Svezia, Norvegia e Finlandia rifiutano l'offerta tedesca di un patto di non aggressione.
- 22 maggio - L'Italia fascista e la Germania nazista firmano il Patto d'Acciaio; il patto istituisce un'alleanza sia difensiva che offensiva fra i due Paesi.

### Giugno
- 7 giugno - La Germania firma i patti di non aggressione estone-tedesco e tedesco-lettone, entrambi di durata decennale.
- 14 giugno - Incidente di Tientsin: i giapponesi bloccano la concessione britannica nel porto di Tientsin in Cina perché dà rifugio a quattro ufficiali cinesi ricercati dalle autorità nipponiche; la crisi rientra il 20 agosto quando i britannici consegnano ai giapponesi gli ufficiali cinesi, i quali sono in seguito giustiziati.
- 26 giugno - Inizia lo spiegamento delle truppe tedesche ai confini della Polonia.

### Luglio
- 10 luglio - Il primo ministro Neville Chamberlain riafferma il sostegno alla Polonia, chiarisce che il Regno Unito non considera la Città Libera di Danzica come un affare interno tedesco-polacco e interverrebbe per conto della Polonia se scoppiassero le ostilità tra i due paesi.

### Agosto

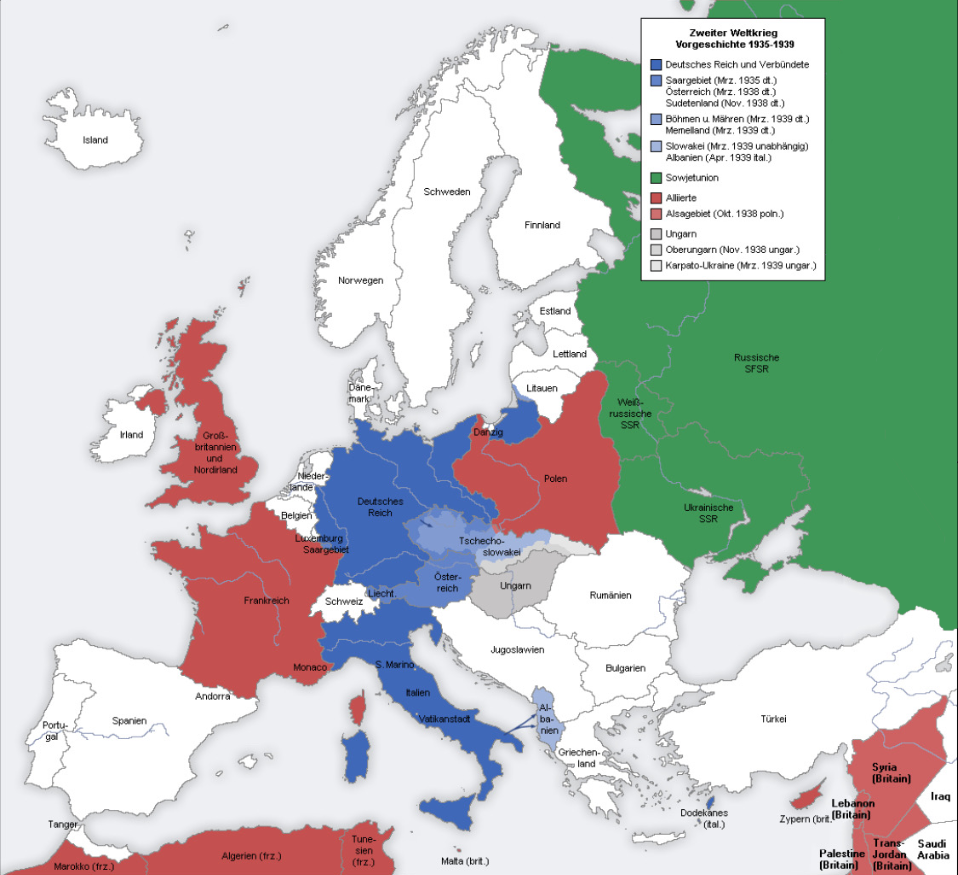
La situazione in Europa prima dello scoppio della seconda guerra mondiale.

- 2 agosto - La lettera Einstein-Szilárd giunge a Franklin Delano Roosevelt. Scritta da Leó Szilárd e firmata da Albert Einstein, la lettera avverte del pericolo che la Germania possa sviluppare delle armi nucleari. Questa lettera spinse all'azione Roosevelt e infine portò all'avvio del Progetto Manhattan.
- 11 agosto - Una delegazione anglo-francese si reca in Unione Sovietica per trattare un'alleanza, ma i negoziati non approdano a niente.
- 23 agosto - Viene firmato il patto Molotov-Ribbentrop, trattato di non aggressione tra la Germania nazista e l'Unione Sovietica; il trattato contiene anche un protocollo segreto di spartizione dell'Europa orientale ed elimina la minaccia di un intervento sovietico durante l'invasione tedesca della Polonia.
- 25 agosto - Il Regno Unito e la Polonia siglano un trattato di alleanza militare.
 Un messaggio di Mussolini a Hitler comunica che l'Italia non entrerà in guerra a fianco della Germania in caso di attacco a questa da parte di Francia e Regno Unito, a causa dell'impreparazione militare del paese. Hitler ritarda il lancio dell'invasione, previsto per l'indomani, di cinque giorni, nel tentativo di garantirsi la neutralità britannica e francese.
- 28 agosto - La Slovacchia sigla un trattato con la Germania che la rende di fatto un protettorato dei tedeschi.
- 29 agosto - Operazione Peking, la piccola flotta polacca lascia le basi sul territorio nazionale per trasferirsi in Gran Bretagna.
- 30 agosto - Ultimatum tedesco alla Polonia relativo al corridoio e alla Città di Danzica. La Polonia ordina la mobilitazione generale, ma la revoca dopo pressioni diplomatiche degli anglo-francesi.
- 31 agosto - Il governo polacco ordina nuovamente l'avvio della mobilitazione generale.
 Incidente di Gleiwitz: un commando di SS simula l'attacco a una stazione radio tedesca da parte dei polacchi, onde fornire il giusto casus belli.

### Settembre
- 1º settembre - Senza risposta al suo ultimatum, la Germania invade la Polonia: inizia la seconda guerra mondiale.